# Pietre d'inciampo in Piemonte

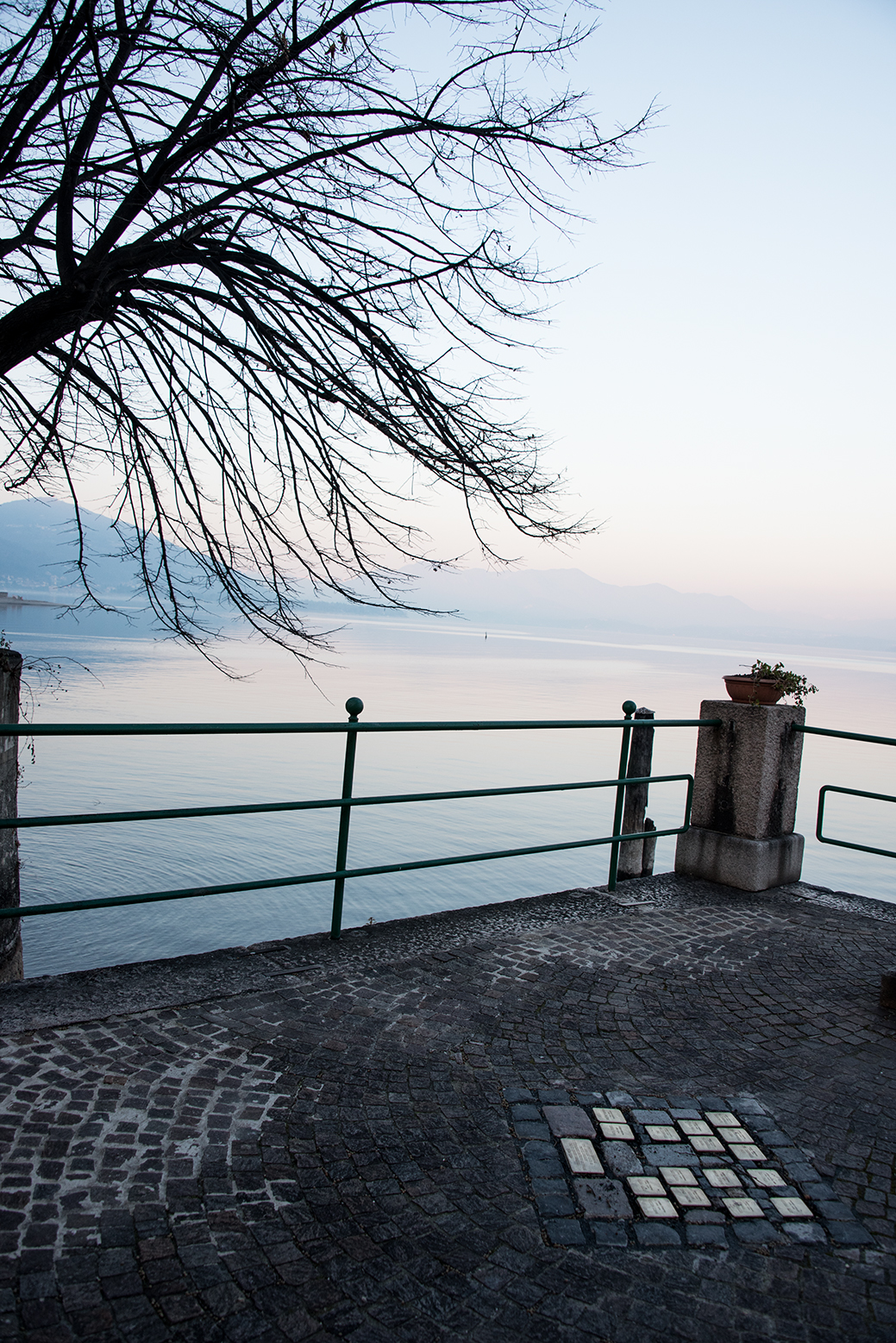
Pietre d'inciampo per le vittime della Strage di Meina

La lista delle pietre d'inciampo in Piemonte contiene l'elenco delle pietre d'inciampo (in tedesco Stolpersteine) poste in Piemonte. Esse commemorano le vittime piemontesi della persecuzione del regime nazista nell'ambito di un'iniziativa dell'artista tedesco Gunter Demnig estesa a tutta l'Europa. La prima pietra d'inciampo in Piemonte è stata collocata a Meina il 10 gennaio 2015.

## Provincia di Alessandria

### Acqui Terme
La città di Acqui Terme accoglie ufficialmente 11 pietre d'inciampo intitolate a singole persone.
| Pietra d'inciampo | Pietra d'inciampo                                                       | Pietra d'inciampo | Pietra d'inciampo                                                                                              | Note biografiche |
| Data di posa      | Luogo di posa                                                           | Stolpersteine     | Incisione | Note biografiche |
| ----------------- | ----------------------------------------------------------------------- | ----------------- | --- | --- |
| 15 gennaio 2018   | Via Saracco, 11 44°40′31.5″N 8°28′11.9″E                                |                   | QUI ABITAVA ROBERTO ANCONA NATO 1906 ARRESTATO 19.5.1944 DEPORTATO 1944 AUSCHWITZ ASSASSINATO 10.2.1945 DACHAU | Roberto Ancona - (Acqui Terme, 19 gennaio 1906 - Dachau, 10 febbraio 1945). Figlio di Adolfo e Clotilde Lattes. Coniugato dal 1930 con Nella Gallico. Arrestato a Terzo (AL) il 19.5.1944. Carcerato prima a Torino e poi a Milano. Deportato ad Auschwitz con il convoglio 14 del 2.8.1944. Trasferito a Dachau, matricola 127616, vi muore il 10.2.1945.                                                                                   |
| 15 gennaio 2018   | Piazza Orto San Pietro (tra civico 13a e 17) 44°40′32.42″N 8°28′08.37″E |                   | QUI ABITAVA ALDO BACHI NATO 1912 ARRESTATO FEB. 1944 DEPORTATO 1944 AUSCHWITZ ASSASSINATO 15.2.1945 MAUTHAUSEN | Aldo Bachi - (Acqui Terme, 21 ottobre 1912 - Mauthausen, 15 febbraio 1945). Figlio di Michele e Enrica Rignani. Partecipa alla Resistenza militando nella 79ª Brigata Garibaldi. Arrestato a Vesime (AT) nel febbraio 1944. Carcerato a Torino e da qui a Fossoli. Deportato ad Auschwitz con il convoglio 9 del 5.4.1944. Trasferito a Mauthausen, vi muore il 15.2.1945.                                                                   |
| 15 gennaio 2018   | Piazza Orto San Pietro (tra civico 13a e 17) 44°40′32.42″N 8°28′08.37″E |                   | QUI ABITAVA ARTURO ENRICO BACHI NATO 1910 ARRESTATO 7.12.1943 DEPORTATO 1944 AUSCHWITZ ASSASSINATO 6.2.1944    | Arturo Enrico Bachi - (Acqui Terme, 4 aprile 1910 - Auschwitz, 6 febbraio 1944). Figlio di Michele e Enrica Rignani. Arrestato ad Acqui Terme il 7.12.1943. Carcerato prima ad Acqui Terme, poi a Genova e poi a Milano. Deportato ad Auschwitz con il convoglio 6 del 30.1.1944, viene ucciso all'arrivo. |
| 15 gennaio 2018   | Piazza Orto San Pietro (tra civico 13a e 17) 44°40′32.42″N 8°28′08.37″E |                   | QUI ABITAVA AVITO BACHI NATO 1920 ARRESTATO 7.12.1943 DEPORTATO 1944 AUSCHWITZ ASSASSINATO OTT. 1944           | Avito Bachi - (Acqui Terme, 26 aprile 1920 - Auschwitz, ?? ottobre 1944). Figlio di Michele e Enrica Rignani. Partecipa alla Resistenza come partigiano nella 2ª Divisione Autonoma Langhe ed è coinvolto in diversi scontri con le bande fasciste. Arrestato ad Acqui Terme il 7.12.1943. Carcerato prima ad Acqui Terme, poi a Genova e poi a Milano. Deportato ad Auschwitz con il convoglio 6 del 30.1.1944, vi muore nell'ottobre 1944. |
| 15 gennaio 2018   | Piazza Orto San Pietro (tra civico 13a e 17) 44°40′32.42″N 8°28′08.37″E |                   | QUI ABITAVA MICHELE BACHI NATO 1867 ARRESTATO 17.1.1944 DEPORTATO 1944 AUSCHWITZ ASSASSINATO 6.2.1944          | Michele Bachi - (Acqui Terme, 12 luglio 1867 - Auschwitz, 6 febbraio 1944). Figlio di Salvador ed Ester Luzzatti. Coniugato con Enrica Rignani. Professione: tappezziere. Arrestato ad Acqui Terme il 17.1.1944. Carcerato prima a Genova e poi a Milano. Deportato ad Auschwitz con il convoglio 6 del 30.1.1944, viene ucciso all'arrivo.                                                                                                  |
| 15 gennaio 2018   | Piazza Duomo, 14 44°40′27.41″N 8°28′12.37″E                             |                   | QUI ABITAVA ELISA DE BENEDETTI NATA 1865 ARRESTATA 17.1.1944 DEPORTATA 1944 AUSCHWITZ ASSASSINATA 6.2.1944     | Elisa De Benedetti - (Torino, 17 gennaio 1865 - Auschwitz, 6 febbraio 1944). Figlia di Giuseppe ed Miriam De Benedetti. Coniugata. Arrestata ad Acqui Terme il 17.1.1944. Carcerata prima a Genova e poi a Milano. Deportata ad Auschwitz con il convoglio 6 del 30.1.1944, viene uccisa all'arrivo. |
| 15 gennaio 2018   | Corso Italia, 53 44°40′31.68″N 8°28′11.05″E                             |                   | QUI ABITAVA ERNESTA DE BENEDETTI NATA 1856 ARRESTATA 17.1.1944 DEPORTATA 1944 AUSCHWITZ ASSASSINATA 6.2.1944   | Ernesta De Benedetti - (Acqui Terme, 7 aprile 1856 - Auschwitz, 6 febbraio 1944). Figlia di Samuele e Vittoria Sara Camaiori. Coniugata. Arrestata ad Acqui Terme il 17.1.1944. Carcerata prima a Genova e poi a Milano. Deportata ad Auschwitz con il convoglio 6 del 30.1.1944, viene uccisa all'arrivo. |
| 15 gennaio 2018   | Via Giosuè Carducci, 19 44°40′30.62″N 8°28′07.47″E                      |                   | QUI ABITAVA SMERALDA DINA NATA 1855 ARRESTATA 17.1.1944 DEPORTATA 1944 AUSCHWITZ ASSASSINATA 6.2.1944          | Smeralda Dina - (Acqui Terme, 26 luglio 1855 - Auschwitz, 6 febbraio 1944). Figlia di Salomone ed Eleonora De Benedetti. Vedova di Fausto Gallico. Arrestata ad Acqui Terme il 17.1.1944. Carcerata prima a Genova e poi a Milano. Deportata ad Auschwitz con il convoglio 6 del 30.1.1944, viene uccisa all'arrivo. |
| 15 gennaio 2018   | Via Monteverde, 34 44°40′22.11″N 8°28′09.35″E                           |                   | QUI ABITAVA ENRICHETTA GHIRON NATO 1863 ARRESTATA 17.1.1944 DEPORTATA 1944 AUSCHWITZ MORTA DURANTE TRASPORTO   | Enrichetta Ghiron - (Casale Monferrato, 9 agosto 1863 - ????, ?? gennaio 1944). Figlia di Sansone e Lea De Benedetti. Coniugata con Israele Ottolenghi. Arrestata ad Acqui Terme il 17.1.1944. Carcerata prima a Genova e poi a Milano. Deportata ad Auschwitz con il convoglio 6 del 30.1.1944, non arriva a destinazione e muore durante il trasporto.                                                                                     |
| 15 gennaio 2018   | Via Monteverde, 34 44°40′22.11″N 8°28′09.35″E                           |                   | QUI ABITAVA DORINA OTTOLENGHI NATA 1886 ARRESTATA 17.1.1944 DEPORTATA 1944 AUSCHWITZ DESTINO IGNOTO            | Dorina Ottolenghi - (Acqui Terme, 23 settembre 1886 - Auschwitz, 6 febbraio 1944). Figlia di Israele ed Enrichetta Ghiron. Arrestata ad Acqui Terme il 17.1.1944. Carcerata prima a Genova e poi a Milano. Deportata ad Auschwitz con il convoglio 6 del 30.1.1944, viene uccisa all'arrivo. |
| 15 gennaio 2018   | Piazza della Bollente, 6 4°40′31.57″N 8°28′12.8″E                       |                   | QUI ABITAVA EDA TESAURA VIGEVANI NATA 1895 ARRESTATA 17.1.1944 DEPORTATA 1944 AUSCHWITZ DESTINO IGNOTO         | Ede Anna Tesaura Vigevani - (Acqui Terme, 10 aprile 1895 - ????, ????). Figlia di Federico e Bona Levi. Professione: pellicciaia. Arrestata ad Acqui Terme il 17.1.1944. Carcerata prima a Genova e poi a Milano. Deportata ad Auschwitz con il convoglio 6 del 30.1.1944. |

### Alessandria
La città di Alessandria accoglie ufficialmente 7 pietre d'inciampo intitolate a singole persone. 
| Pietra d'inciampo | Pietra d'inciampo                              | Pietra d'inciampo | Pietra d'inciampo | Note biografiche |
| Data di posa      | Luogo di posa                                  | Stolpersteine     | Incisione | Note biografiche |
| ----------------- | ---------------------------------------------- | ----------------- | --- | --- |
| 14 gennaio 2018   | Via G. Migliara, 10 44°54′51.25″N 8°36′53.91″E |                   | QUI ABITAVA VITTORINA ARTOM NATA 1868 ARRESTATA 13.4.1944 DEPORTATA AUSCHWITZ ASSASSINATA 23.5.1944                      | Vittorina Artom - (Asti, 10 agosto 1868 - Auschwitz, 23 maggio 1944). Figlia di Giuseppe e Dolce De Benedetti. Coniugata con Federico Pugliese. Arrestata a Casale Monferrato (AL) il 13.4.1944. Carcerata a Torino e da qui a Fossoli. Deportata ad Auschwitz con il convoglio 10 del 16.5.1944, viene uccisa all'arrivo.                                                    |
| 14 gennaio 2018   | Via G. Migliara, 10 44°54′51.25″N 8°36′53.91″E |                   | QUI ABITAVA CESARE SACERDOTE NATO 1891 ARRESTATO 4.2.1943 DEPORTATO AUSCHWITZ ASSASSINATO 19.1.1945                      | Cesare Sacerdote - (La Spezia, 25 settembre 1891 - Auschwitz, 19 gennaio 1945). Figlio di Beniamino e Adele Segré. Coniugato con Emilia Pugliese. Arrestato a Porto Ceresio (VA) il 4.12.1943. Carcerato a Varese, poi ad Alessandria e da qui a Fossoli. Deportato ad Auschwitz con il convoglio 8 del 22.2.1944, matricola 174546. Ucciso in luogo ignoto nel gennaio 1945. |
| 14 gennaio 2018   | Via Milano, 5-7 44°54′51.13″N 8°36′50.1″E      |                   | IN ALESSANDRIA ABITAVA SAUL CAMPAGNANO NATO 1910 ARRESTATO 29.11.1943 FIRENZE DEPORTATO AUSCHWITZ ASSASSINATO 6.3.1944   | Saul Campagnano - (Alessandria, 8 giugno 1910 - Auschwitz, 6 marzo 1944). Figlio di Rodolfo e Anna Sacerdote. Coniugato con Ulda Cassuto. Arrestato a Firenze. Carcerato a Verona. Deportato ad Auschwitz con il convoglio 5 del 6.12.1943, matricola 167976, vi muore il 6.3.1944.                                                                                           |
| 14 gennaio 2018   | Via Milano, 5-7 44°54′51.13″N 8°36′50.1″E      |                   | IN ALESSANDRIA ABITAVA ERMELINDA COLOMBINA CARMI NATA 1882 ARRESTATA 16.2.1944 DEPORTATA AUSCHWITZ ASSASSINATA 26.2.1944 | Ermelinda Colombina Carmi - (Alessandria, 5 settembre 1891 - Auschwitz, 26 febbraio 1944). Figlia di Simone Vito e Bona Vitale. Vedova di Alessandro Segré. Arrestata e carcerata ad Alessandria e da qui a Fossoli. Deportata ad Auschwitz con il convoglio 8 del 22.2.1944, viene uccisa all'arrivo.                                                                        |
| 14 gennaio 2018   | Via Milano, 5-7 44°54′51.13″N 8°36′50.1″E      |                   | IN ALESSANDRIA ABITAVA ERMENE ESTER CARMI NATA 1890 ARRESTATA 16.2.1944 DEPORTATA AUSCHWITZ ASSASSINATA 26.2.1944        | Ermene Ester Carmi - (Alessandria, 5 febbraio 1890 - Auschwitz, 26 febbraio 1944). Figlia di Simone Vito e Bona Vitale. Coniugata con Giacomo Gozzano. Arrestata e carcerata ad Alessandria e da qui a Fossoli. Deportata ad Auschwitz con il convoglio 8 del 22.2.1944, viene uccisa all'arrivo.                                                                             |
| 14 gennaio 2018   | Via Milano, 5-7 44°54′51.13″N 8°36′50.1″E      |                   | IN ALESSANDRIA ABITAVA IDA DE BENEDETTI NATA 1890 ARRESTATA 16.2.1944 DEPORTATA AUSCHWITZ ASSASSINATA 26.2.1944          | Ida De Benedetti - (Alessandria, 13 ottobre 1890 - Auschwitz, 26 febbraio 1944). Figlia di Marco e Bellina Migliau. Arrestata e carcerata ad Alessandria e da qui a Fossoli. Deportata ad Auschwitz con il convoglio 8 del 22.2.1944, viene uccisa all'arrivo. |
| 14 gennaio 2018   | Via Milano, 5-7 44°54′51.13″N 8°36′50.1″E      |                   | IN ALESSANDRIA ABITAVA EMILIA VITALE NATA 1879 ARRESTATA 3.12.1943 DEPORTATA AUSCHWITZ ASSASSINATA 6.2.1944              | Emilia Vitale - (Alessandria, 22 dicembre 1875 - Auschwitz, 6 febbraio 1944). Figlia di Angelo e Debora Ottolenghi. Coniugata. Arrestata a Porto Ceresio (VA) il 3.12.1943. Carcerata a Varese, poi a Milano. Deportata ad Auschwitz con il convoglio 6 del 31.1.1944, viene uccisa all'arrivo.                                                                               |

### Casale Monferrato
La città di Casale Monferrato accoglie ufficialmente 7 pietre d'inciampo intitolate a singole persone. 
| Pietra d'inciampo | Pietra d'inciampo                               | Pietra d'inciampo | Pietra d'inciampo                                                                                               | Note biografiche |
| Data di posa      | Luogo di posa                                   | Stolpersteine     | Incisione | Note biografiche |
| ----------------- | ----------------------------------------------- | ----------------- | --- | --- |
| 17 gennaio 2016   | Via Balbo, 10 45°08′08.83″N 8°27′00.91″E        |                   | QUI ABITAVA ERMINIA MORELLO LURIA NATA 1885 ARRESTATA 15.2.1944 DEPORTATA 1944 AUSCHWITZ ASSASSINATA            | Erminia Morello Luria - (Casale Monferrato, 28 febbraio 1885 - Auschwitz, ????). Figlia di Aronne e Eugenia Treves. Coniugata con Raffaele Luria. Arrestata a Casale Monferrato (AL) il 15.2.1944, pochi giorni dopo la morte del marito, avvenuta il 24.1.1944. Carcerata a Casale Monferrato e da qui a Fossoli. Deportata ad Auschwitz con il convoglio 8 del 22.2.1944, uccisa all'arrivo.                                         |
| 17 gennaio 2016   | Via Balbo, 10 45°08′08.83″N 8°27′00.91″E        |                   | QUI ABITAVA EUGENIA TREVES MORELLO NATA 1864 ARRESTATA 13.4.1944 DEPORTATA 1944 AUSCHWITZ ASSASSINATA 23.5.1944 | Eugenia Treves Morello - (Casale Monferrato, 8 novembre 1864 - Auschwitz, 23 maggio 1944). Figlia di Bonaiuto e Linda Treves. Coniugata con Aronne Morello. Arrestata a Casale Monferrato (AL) il 13.4.1944. Carcerata a Torino e da qui a Fossoli. Deportata ad Auschwitz con il convoglio 10 del 16.5.1944: deceduta in luogo ignoto il 30.6.1944.                                                                                   |
| 16 gennaio 2017   | Via Roma, 134/136 45°08′09.91″N 8°27′01.44″E    |                   | QUI ABITAVA RICCARDO FIZ NATO 1869 ARRESTATO 13.4.1944 DEPORTATO AUSCHWITZ ASSASSINATO 23.5.1944                | Riccardo Fiz - (Casale Monferrato, 31 marzo 1869 - Auschwitz, 23 maggio 1944). Figlio di Angelo Fiz e Erminia Castelfranco. Arrestato a Casale Monferrato (AL) il 13.4.1944. Carcerato a Torino e da qui a Fossoli. Deportato ad Auschwitz con il convoglio 10 del 16.5.1944, ucciso all'arrivo. |
| 16 gennaio 2017   | Via Roma, 134/136 45°08′09.91″N 8°27′01.44″E    |                   | QUI ABITAVA ROBERTO FIZ NATO 1873 ARRESTATO 13.4.1944 DEPORTATO AUSCHWITZ ASSASSINATO 23.5.1944                 | Roberto Fiz - (Casale Monferrato, 7 settembre 1873 - Auschwitz, 23 maggio 1944). Figlio di Angelo Fiz e Erminia Castelfranco. Arrestato a Casale Monferrato (AL) il 13.4.1944. Carcerato a Torino e da qui a Fossoli. Deportato ad Auschwitz con il convoglio 10 del 16.5.1944, ucciso all'arrivo. |
| 18 gennaio 2018   | Vicolo Salomone Olper 45°08′07.68″N 8°26′59.3″E |                   | QUI ABITAVA MATILDE CARMI FOÀ NATA 1889 ARRESTATA 16.2.1944 DEPORTATA 1944 AUSCHWITZ DESTINO IGNOTO             | Matilde Foà Carmi - (Milano, 20 luglio 1889 - ???, ???). Figlia di Enrico e Giulia Rossi. Coniugata con Isaia Carmi. Arrestata a Casale Monferrato (AL) il 16.2.1944. Carcerata a Casale Monferrato e da qui a Fossoli. Deportata ad Auschwitz con il convoglio 8 del 22.2.1944: destino ignoto. Matilde Foà era sorella di Pio Foà: a lui ed a due suoi figli sono state intitolate tre pietre d'inciampo a Milano in data 15.1.2020. |
| 18 gennaio 2018   | Vicolo Salomone Olper 45°08′07.68″N 8°26′59.3″E |                   | QUI ABITAVA ISAIA CARMI NATO 1885 ARRESTATO 16.2.1944 DEPORTATO 1944 AUSCHWITZ DESTINO IGNOTO                   | Isaia Carmi - (Casale Monferrato, 21 febbraio 1885 - ???, ???). Figlio di Giacobbe Carmi e Marietta Levi. Coniugato con Matilde Foà. Arrestato a Casale Monferrato (AL) il 16.2.1944. Carcerato a Casale Monferrato e da qui a Fossoli. Deportato ad Auschwitz con il convoglio 8 del 22.2.1944: destino ignoto. |
| 18 gennaio 2018   | Via Pinelli, 3 45°08′14.92″N 8°27′19.88″E       |                   | QUI ABITAVA FAUSTINA ARTOM BOREGETTI NATA 1870 ARRESTATA 13.4.1944 DEPORTATA AUSCHWITZ ASSASSINATA 23.5.1944    | Faustina Artom Borgetti - (Asti, 10 luglio 1870 - Auschwitz, 23 maggio 1944). Figlia di Giuseppe e Dolce De Benedetti. Coniugata con Adalberto Edoardo Borgetti. Arrestata a Casale Monferrato (AL) il 13.4.1944. Carcerata a Torino e da qui a Fossoli. Deportata ad Auschwitz con il convoglio 10 del 16.5.1944, uccisa all'arrivo.                                                                                                  |

### Mornese
A Mornese si trovano 13 pietre d'inciampo. Le prime 12 pietre, posate il 2 giugno 2022, sono dedicate ai partigiani mornesini catturati nel rastrellamento della Benedicta.
| Pietra d'inciampo | Pietra d'inciampo | Pietra d'inciampo                                                                                      | Pietra d'inciampo                                                                                                   | Note biografiche |
| Data di posa      | Luogo di posa     | Stolpersteine                                                                                          | Incisione | Note biografiche |
| ----------------- | ----------------- | --- | --- | --- |
| 2 giugno 2022     |                   | | QUI ABITAVA ALFREDO MAZZARELLO NATO 1922 ARRESTATO APR. 1944 DEPORTATO MAUTHAUSEN ASSASSINATO 3.12.1944 GUSEN       | Alfredo Mazzarello (Mornese, 14 agosto 1922 - Gusen, 3 dicembre 1944) |
| 2 giugno 2022     |                   | | QUI ABITAVA ANTONIO MAZZARELLO NATO 1925 ARRESTATO APR. 1944 DEPORTATO MAUTHAUSEN ASSASSINATO 4.4.1945              | Antonio Mazzarello (Mornese, 16 gennaio 1925 - Mauthausen, 4 aprile 1945) |
| 2 giugno 2022     |                   | | QUI ABITAVA GIUSEPPE MAZZARELLO NATO 1925 ARRESTATO APR. 1944 DEPORTATO MAUTHAUSEN ASSASSINATO 22.3.1945            | Giuseppe Mazzarello (Mornese,27 ottobre 1925 - Mauthausen, 22 marzo 1945) |
| 2 giugno 2022     |                   | | QUI ABITAVA LORENZO CARLO MAZZARELLO NATO 1925 ARRESTATO APR. 1944 DEPORTATO MAUTHAUSEN ASSASSINATO 4.2.1945 GUSEN  | Lorenzo Carlo Mazzarello (Mornese, 25 marzo 1925 - Gusen, 4 febbraio 1945) |
| 2 giugno 2022     |                   | | QUI ABITAVA STEFANO LUIGI MAZZARELLO NATO 1925 ARRESTATO APR. 1944 DEPORTATO MAUTHAUSEN ASSASSINATO 26.2.1945 GUSEN | Stefano Luigi Mazzarello (Mornese, 18 giugno 1925 - Gusen, 26 febbraio 1945) |
| 2 giugno 2022     |                   | | QUI ABITAVA FRANCESCO AUGUSTO GASTALDO NATO 1923 ARRESTATO APR. 1944 DEPORTATO MAUTHAUSEN ASSASSINATO 16.3.1945     | Francesco Augusto Gastaldo (Mornese, 25 luglio 1923 - Mauthausen, 16 marzo 1945) |
| 2 giugno 2022     |                   | QUI ABITAVA PIETRO GIACOMO GASTALDO NATO 1925 ARRESTATO APR. 1944 DEPORTATO MAUTHAUSEN MORTO 16.3.1945 | Pietro Giacomo Gastaldo (Mornese, 24 luglio 1925 - Mauthausen, 23 maggio 1945)                                      | |
| 2 giugno 2022     |                   | | QUI ABITAVA ANGELO CORNELIO PESTARINO NATO 1925 ARRESTATO APR. 1944 DEPORTATO MAUTHAUSEN ASSASSINATO 8.3.1945       | Angelo Cornelio Pestarino (Mornese, 28 aprile 1925 - Mauthausen, 8 marzo 1945) |
| 2 giugno 2022     |                   | | QUI ABITAVA ENRICO PESTARINO NATO 1923 ARRESTATO APR. 1944 DEPORTATO MAUTHAUSEN ASSASSINATO 5.12.1944 GUSEN         | Enrico Pestarino (Mornese, 8 luglio 1923 - Gusen, 5 dicembre 1944) |
| 2 giugno 2022     |                   | | QUI ABITAVA GIOVANNI ANGELO CAMPI NATO 1923 ARRESTATO APR. 1944 DEPORTATO MAUTHAUSEN LIBERATO                       | Giovanni Angelo Campi (Mornese, 13 ottobre 1923- Mornese, 12 luglio 2003) |
| 2 giugno 2022     |                   | | QUI ABITAVA LUIGI DENEGRI NATO 1925 ARRESTATO APR. 1944 DEPORTATO MAUTHAUSEN ASSASSINATO 17.1.1945 GUSEN            | Luigi Denegri (Mornese, 22 agosto 1925 - Gusen, 17 gennaio 1945) |
| 2 giugno 2022     |                   | | QUI ABITAVA EUGENIO TORRIGLIA NATO 1922 ARRESTATO APR. 1944 DEPORTATO MAUTHAUSEN ASSASSINATO 5.5.1945               | Eugenio Torriglia (Mornese, 17 ottobre 1922 - Mauthausen, 5 maggio 1945), |
| 4 febbraio 2023   |                   | | QUI ABITAVA GIUSEPPE BARBIERI NATO 1923 ARRESTATO 8.9.1943 DEPORTATO AUGSBURG LIBERATO                              | Giuseppe Barbieri (Mornese, 1923 - Mornese, 2002), falegname, arruolato alpino nel 1940, inviato in Jugoslavia, è in Macedonia alla proclamazione dell'armistizio dell'8 settembre 1943. Qui è catturato dai tedeschi e deportato nel Reich con lo stato di IMI. Sopravvive al Lager, fa ritorno a casa, si sposa e continua nella sua attività di falegname. Nel 1988 racconta la sua esperienza di soldato e di prigioniero pubblicando le sue memorie. Muore a Mornese nel 2002. |

### Novi Ligure
La Città di Novi Ligure accoglie 1 pietra d'inciampo, collocata il 18 gennaio 2022.
| Pietra d'inciampo | Pietra d'inciampo                         | Pietra d'inciampo | Pietra d'inciampo                                                                                            | Note biografiche |
| Data di posa      | Luogo di posa                             | Stolpersteine     | Incisione | Note biografiche |
| ----------------- | ----------------------------------------- | ----------------- | --- | --- |
| 18 gennaio 2018   | Via Cavour, 67 44°45′37.45″N 8°47′21.85″E |                   | QUI ABITAVA SILVIO SALOMON OTTOLENGHI NATO 1889 ARRESTATO 29.6.1944 DEPORTATO AUSCHWITZ ASSASSINATO 6.8.1944 | Silvio Salomon Ottolenghi - (Acqui Terme, 5 maggio 1889 - Auschwitz, 6 agosto 1944). Figlio di Moise Sanson e Giuditta Ottolenghi. Coniugato con Teresa Fassera. Arrestato a Novi Ligure (AL) il 29.6.1944. Carcerato a Novi Ligure, ad Alessandria, a Torino ed infine a Milano. Deportato ad Auschwitz con il convoglio 14 del 2.8.1944, ucciso all'arrivo. |

### Serravalle Scrivia
A Serravalle Scrivia sono posate tre pietre d'inciampo.
| Pietra d'inciampo | Pietra d'inciampo                                                | Pietra d'inciampo | Pietra d'inciampo | Note biografiche |
| Data di posa      | Luogo di posa                                                    | Stolpersteine     | Incisione | Note biografiche |
| ----------------- | ---------------------------------------------------------------- | ----------------- | --- | --- |
| 11 gennaio 2024   | Piazza Risorgimento davanti Municipio 44°43′10.5″N 8°51′32.3″E   |                   | A SERRAVALLE SCRIVIA ABITAVA MARCO GUARESCHI NATO 1922 ARRESTATO 6.4.1944 DEPORTATO 1944 MAUTHAUSEN-PEGGAU ASSASSINATO 12.4.1945  | Marco Guareschi (Genova, 21 marzo 1922 - Peggau, 12 aprile 1945), partigiano, figlio di Giacinto e Gemma Venezian, residente a Serravalle Scrivia, celibe, studente universitario di fisica, allievo ufficiale del Genio militare. Dopo l'armistizio dell'8 settembre 1943 entra nella Resistenza tra le file della IIIa Brigata "Liguria" assumendo il nome "Massimo". Tra i partigiani vittime della rappresaglia nazifascista alla Benedicta, scampa all'eccidio ma è deportato nel Reich con destinazione Mauthausen, dove giunge il 16 aprile 1944 insieme al compagno di formazione Angelo Daffunchio. Muore nel sottocamppo di Peggau il 12 aprile 1945. |
| 11 gennaio 2024   | Piazza Carducci ingresso parco comunale 44°43′20.3″N 8°51′24.3″E |                   | A SERRAVALLE SCRIVIA ABITAVA ANGELO DAFFUNCHIO NATO 1923 ARRESTATO 6.4.1944 DEPORTATO MAUTHAUSEN-GUSEN ASSASSINATO 3.7.1944 GUSEN | Angelo Daffunchio (Serravalle Scrivia, 17 ottobre 1923 - Gusen, 3 luglio 1944), partigiano, figlio di Giovanni e Narcisa Reballo, celibe, operaio. Sfugge alla cattura dei tedeschi successivamente all'armistizio dell'8 settembre 1943 entra nella Resistenza tra le file della IIIa Brigata "Liguria" assumendo il nome "Ciccio". Tra i partigiani vittime della rappresaglia nazifascista alla Benedicta, scampa all'eccidio ma è deportato nel Reich con destinazione Mauthausen, dove giunge il 16 aprile 1944 insieme al compagno di formazione Marco Guareschi. Muore a Gusen, il 3 luglio 1944.                                                        |
| 11 gennaio 2024   | Piazza Forze Armate                                              |                   | A SERRAVALLE SCRIVIA ABITAVA NICOLÒ GIANI NATO 1878 ARRESTATO DEPORTATO MAUTHAUSEN ASSASSINATO 28.6.1944 HARTHEIM                 | Nicolò Giani (Serravalle Scrivia, 12 luglio 1878 - castello di Hartheim, 28 giugno 1944), partigiano, figlio di Carlo ed Anna Cambiaggi, percorre tutta la carriera di ufficiale dei Carabinieri fino a ricoprire il grado di Generale. Dopo l'armistizio dell'8 settembre 1943 entra nelle file della Resistenza. Componente del CLN è catturato e arrestato in circostanze imprecisate e deportato nel Reich con destinazione Mauthausen, matricola 53404. Muore al castello di Hartheim il 28 giugno 1944. |

## Provincia di Asti

### Calamandrana
| Pietra d'inciampo | Pietra d'inciampo                       | Pietra d'inciampo | Pietra d'inciampo                                                                                          | Note biografiche |
| Data di posa      | Luogo di posa                           | Stolpersteine     | Incisione                                                                                                  | Note biografiche |
| ----------------- | --------------------------------------- | ----------------- | --- | --- |
| 28 gennaio 2024   | Via Roma, 26 44°44′15.11″N 8°20′19.64″E |                   | QUI ABITAVA LUIGI THERISOD NATO 1925 ARRESTATO 24.12.1943 DEPORTATO MAUTHAUSEN ASSASSINATO 14.9.1944 GUSEN | Luigi Therisod (Calamandrana 4 febbraio 1925 - Gusen, 14 settembre 1944), figlio di Carlo e Teresa Lovisolo, secondo di tre fratelli, antifascista, partigiano. Dopo l'armistizio dell'8 settembre 1943 per Luigi e tanti altri giovani si impone la scelta di prendere la via delle Langhe per combattere in armi i nazifascisti. Il 1º dicembre 1943 entra tra le file del distaccamento partigiano della "Stella Rossa"., ma è catturato a breve, la vigilia del natale del '43, a San Giacomo di Roburent. Incarcerato a Cuneo, quindi alle "Nuove" di Torinol a cui segue la deportazione nel Reich con destinazione Mauthausen dove giunge il 20 marzo 1944. Muore nell'infermeria del campo il 14 settembre 1944. |

### Moncalvo
Il comune di Moncalvo accoglie ufficialmente 4 pietre d'inciampo intitolate a singole persone.
| Pietra d'inciampo | Pietra d'inciampo                                                          | Pietra d'inciampo | Pietra d'inciampo                                                                                                   | Note biografiche |
| Data di posa      | Luogo di posa                                                              | Stolpersteine     | Incisione | Note biografiche |
| ----------------- | -------------------------------------------------------------------------- | ----------------- | --- | --- |
| 26 gennaio 2020   | Via XX Settembre, angolo Vicolo 27 gennaio 1945 45°03′03.41″N 8°15′57.29″E |                   | A MONCALVO ABITAVA CLELIA VITALE NATA 1878 ARRESTATA 24.5.1944 DEPORTATA AUSCHWITZ ASSASSINATA 15.7.1944            | Clelia Vitale - (Alessandria, 12 aprile 1878 - Auschwitz, 15 luglio 1944). Figlia di Aronne e Matilde Segre. Vedova di Moise Foa. Arrestata a Novi Ligure (AL) il 29.6.1944. Carcerata a Torino e da qui a Fossoli. Deportata ad Auschwitz con il convoglio 13 del 26.6.1944, assassinata il 15.7.1944. |
| 26 gennaio 2020   | Via XX Settembre, angolo Vicolo 27 gennaio 1945 45°03′03.41″N 8°15′57.29″E |                   | A MONCALVO ABITAVA ADUA NUNES NATA 1902 ARRESTATA 21.3.1944 DEPORTATA AUSCHWITZ ASSASSINATA 31.12.1944              | Adua Nunes - (Livorno, 4 giugno 1902 - Auschwitz, 31 dicembre 1944). Figlia di Vittorio e Margherita Servi. Coniugata con Ernesto Funaro. Arrestata a Moncalvo (AT). Carcerata a Torino e da qui a Fossoli. Deportata ad Auschwitz con il convoglio 9 del 5.4.1944, assassinata il 31.12.1944.          |
| 26 gennaio 2020   | Via XX Settembre, angolo Vicolo 27 gennaio 1945 45°03′03.41″N 8°15′57.29″E |                   | A MONCALVO ABITAVA ALBERTO COLOMBO NATO 1875 ARRESTATO 19.5.1944 DEPORTATO AUSCHWITZ ASSASSINATO 1.9.1944 AUSCHWITZ | Alberto Colombo - (Asti, 27 maggio 1875 - Auschwitz, 1 settembre 1944). Figlio di Simone e Anna De Benedettii. Coniugato con Estella Foa. Arrestato a Moncalvo (AT). Carcerato a Torino e da qui a Fossoli. Deportato ad Auschwitz con il convoglio 13 del 26.6.1944, assassinato il 1.9.1944.          |
| 26 gennaio 2020   | Via XX Settembre, angolo Vicolo 27 gennaio 1945 45°03′03.41″N 8°15′57.29″E |                   | A MONCALVO ABITAVA AMERIGO COLOMBO NATO 1913 ARRESTATO 19.5.1944 DEPORTATO AUSCHWITZ ASSASSINATO 1.9.1944           | Amerigo Colombo - (Alessandria, 2 dicembre 1913 - Auschwitz, 1 settembre 1944). Figlio di Alberto ed Estella Foa. Arrestato a Moncalvo (AT). Carcerato a Torino e da qui a Fossoli. Deportato ad Auschwitz con il convoglio 13 del 26.6.1944, assassinato il 1.9.1944.                                  |

## Provincia di Biella

### Cerrione
| Pietra d'inciampo | Pietra d'inciampo                                            | Pietra d'inciampo | Pietra d'inciampo | Note biografiche                                                   |
| Data di posa      | Luogo di posa                                                | Stolpersteine     | Incisione | Note biografiche                                                   |
| ----------------- | ------------------------------------------------------------ | ----------------- | --- | ------------------------------------------------------------------ |
| 2 giugno 2025     | Via Monte Bianco, 49 presso il Comune 45°28′51″N 8°04′26.9″E |                   | A CERRIONE ABITAVA LAURO BADÀ NATO 1926 ARRESTATO 30.5.1944 DEPORTATO DACHAU OBERAMMERGAU FUGGITO 21.4.1945 SOPRAVVISSUTO | Lauro Badà (Cerrione, 16 dicembre 1926 - Cerrione, 22 luglio 2023) |

## Provincia di Cuneo

### Cuneo
A Cuneo si trova una pietra d'inciampo, posta il 28 gennaio 2022.
| Pietra d'inciampo | Pietra d'inciampo                                                                 | Pietra d'inciampo | Pietra d'inciampo                                                                                      | Note biografiche |
| Data di posa      | Luogo di posa                                                                     | Stolpersteine     | Incisione                                                                                              | Note biografiche |
| ----------------- | --------------------------------------------------------------------------------- | ----------------- | --- | --- |
| 28 gennaio 2022   | Via Madonna della Riva, 102 località Madonna dell'Olmo 44°24′37.09″N 7°33′10.57″E |                   | QUI ABITAVA ALESSANDRO SCHIFFER NATO 1897 ARRESTATO 6.2.1944 DEPORTATO AUSCHWITZ ASSASSINATO 10.1.1945 | Alessandro Schiffer (Okany, 29 novembre 1897 - Auschwitz, 10 gennaio 1945), figlio di Davide e Carolina Schlesinger è nato in Ungheria a Okany, coniugato con Firmina Boero. Arrestato a Cuneo nel febbraio 1944 è internato nel campo di Borgo San Dalmazzo, quindi dopo il trasferimento a Bolzano il 24 ottobre 1944 è deportato nel Reich con destinazione Auschwitz. Muore al campo il 10 gennaio 1945. |

### Dronero
Il comune di Dronero accoglie ufficialmente n. 5 pietre d'inciampo intitolate a singole persone.
A seguito dell'uccisione, eseguita da partigiani saluzzesi, del farmacista e commissario del fascio Oreste Millone e della compagna Anna Albenga, il 2 gennaio 1944 la rappresaglia delle SS è feroce: diversi edifici vengono incendiati e quattro partigiani e sei civili, scelti a caso, vengono immediatamente fucilati. Pietro Allemandi, Cristoforo Coalova, Giovanni Lantermino, Giuseppe Lugliengo, Magno Marchiò vengono arrestati e deportati.
| Pietra d'inciampo | Pietra d'inciampo                               | Pietra d'inciampo | Pietra d'inciampo                                                                                                 | Note biografiche |
| Data di posa      | Luogo di posa                                   | Stolpersteine     | Incisione | Note biografiche |
| ----------------- | ----------------------------------------------- | ----------------- | --- | --- |
| 13 gennaio 2020   | Via C. Colombo, 2 44°27′51.6″N 7°21′51.91″E     |                   | QUI ABITAVA PIETRO ALLEMANDI NATO 1886 ARRESTATO 2.1.1944 DEPORTATO MAUTHAUSEN ASSASSINATO 23.4.1944 GUSEN        | Pietro Allemandi - (Dronero, 5 novembre 1886 - Gusen, 23 aprile 1944). Professione: avvocato. Già Sindaco di Dronero sino al 1926. Di principi liberali, aderì al Partito d'Azione e diede il suo apporto alla Resistenza. Arrestato per rappresaglia il 2.1.1944. Deportato a Mauthausen il 20.3.1944, matr. 58662, e pochi giorni dopo a Gusen.                                      |
| 13 gennaio 2020   | Via G. Giolitti, 73 44°28′02.17″N 7°21′49.19″E  |                   | QUI ABITAVA CRISTOFORO COALOVA NATO 1901 ARRESTATO 2.1.1944 DEPORTATO MAUTHAUSEN ASSASSINATO 13.4.1944 GUSEN      | Cristoforo Coalova - (Saluzzo, 14 maggio 1901 - Gusen, 13 aprile 1944). Coniugato con Bianca Mechelli, hanno due figli. Professione: tipografo, collaboratore di Giovanni Lantermino. Noto antifascista, dopo l’8 settembre, fa parte del locale C. L. N. Arrestato per rappresaglia il 2.1.1944. Deportato a Mauthausen il 20.3.1944, matr. 58802, e pochi giorni dopo a Gusen.       |
| 13 gennaio 2020   | Via G. Giolitti, 73 44°28′02.17″N 7°21′49.19″E  |                   | QUI ABITAVA GIOVANNI LANTERMINO NATO 1882 ARRESTATO 2.1.1944 DEPORTATO MAUTHAUSEN ASSASSINATO 23.11.1944 HARTHEIM | Giovanni Lantermino - (Saluzzo, 14 ottobre 1882 - Hartheim, 23 novembre 1944). Già vice-Sindaco di Dronero, con Pietro Allemandi. Professione: tipografo e giornalista; direttore del settimanale giolittiano 'Il Progresso di Valle Maira'. Arrestato per rappresaglia il 2.1.1944. Deportato a Mauthausen il 20.3.1944, pochi giorni dopo a Gusen ed infine al Castello di Hartheim. |
| 13 gennaio 2020   | Viale Stazione, 10 44°27′45.71″N 7°22′06.12″E   |                   | QUI ABITAVA GIUSEPPE LUGLIENGO NATO 1901 ARRESTATO 2.1.1944 DEPORTATO MAUTHAUSEN ASSASSINATO 27.7.1944            | Giuseppe Lugliengo - (Ceva, 2 marzo 1901 - Mauthausen, 27 luglio 1944). Coniugato con Anna Maria Prato. Professione: geometra. Arrestato per rappresaglia il 2.1.1944. Deportato a Mauthausen il 20.3.1944, matr. 58947. Ricoverato al Sanitätslager, vi muore il 24.7.1944. |
| 13 gennaio 2020   | Via XXIV Maggio, 128 44°27′48.86″N 0°21′57.34″E |                   | QUI ABITAVA MAGNO MARCHIO' NATO 1882 ARRESTATO 2.1.1944 DEPORTATO MAUTHAUSEN ASSASSINATO 23.4.1945 GUSEN          | Magno Marchiò - (Montemale, 3 marzo 1882 - Gusen, 23 aprile 1945). Coniugato con Gabriella Pellegrino, hanno due figli. Professione: industriale. Arrestato per rappresaglia il 2.1.1944. Deportato a Mauthausen il 20.3.1944, matr. 58952, e pochi giorni dopo a Gusen. |

### Mondovì
| Pietra d'inciampo | Pietra d'inciampo                          | Pietra d'inciampo | Pietra d'inciampo                                                                                                  | Note biografiche |
| Data di posa      | Luogo di posa                              | Stolpersteine     | Incisione | Note biografiche |
| ----------------- | ------------------------------------------ | ----------------- | --- | --- |
| 1 febbraio 2025   | Via Beccaria, 2 44°23′24.92″N 7°49′18.84″E |                   | QUI ABITAVA VINCENZO BELLINO NATO 1915 ARRESTATO 28.4.1944 INTERNATO FOSSOLI ASSASSINATO 12.7.1944 CIBENO DI CARPI | Vincenzo Bellino (Mondovì, 19 luglio 1915 - Poligono di tiro di Cibeno di Carpi, 12 luglio 1944), imbianchino, arrestato il 28 aprile 1944 nel corso di una vasta operazione di rastrellamento ad opera dei repubblichini e SS, dopo la carcerazione a Mondovì e alle "Nuove" di Torino, è internato a Fossoli il 24 maggio 1944. Assassinato nell'eccidio di Fossoli il 12 luglio 1944. Un vivolo della città natale porta il suo nome. |

### Piasco
Il comune di Piasco accoglie ufficialmente n. 1 pietra d'inciampo intitolata a singole persone.
| Pietra d'inciampo | Pietra d'inciampo                                          | Pietra d'inciampo | Pietra d'inciampo                                                                          | Note biografiche |
| Data di posa      | Luogo di posa                                              | Stolpersteine     | Incisione                                                                                  | Note biografiche |
| ----------------- | ---------------------------------------------------------- | ----------------- | ------------------------------------------------------------------------------------------ | --- |
| 16 gennaio 2018   | Via Rossana, 5, fraz. S.Antonio 44°33′34.88″N 7°26′42.17″E |                   | QUI ABITAVA GIUSEPPE GALLINA NATO 1926 ARRESTATO AGOSTO 1944 DEPORTATO KIRCHMÖSER LIBERATO | Giuseppe Gallina - Castellanza (Va), 6 febbraio 1926 - Piasco (Cn), 28 gennaio 2014. Appena diciottenne, nell'agosto '44, è stato arrestato dai tedeschi ed inviato come lavoratore coatto in Germania a Kirchmöser un Havel in Brandeburgo. Riesce a fuggire dal campo di internamento ed a rientrare a Piasco. Dopo la Liberazione si sposa con Maria Teresa Bertero ed hanno una figlia, Paola. Lavora presso il Cotonificio Wild & C. di Piasco sino alla sua chiusura nel 1977. È assessore all'istruzione del Comune di Piasco per 15 anni. Muore nel gennaio 2014. |

## Provincia di Novara

### Arona
Ad Arona si trovano nove pietre d'inciampo, le prime due posate il 15 settembre 2022.Nel 2024 posate ulteriori sette pietre.
| Pietra d'inciampo | Pietra d'inciampo                            | Pietra d'inciampo | Pietra d'inciampo                                                                                           | Note biografiche |
| Data di posa      | Luogo di posa                                | Stolpersteine     | Incisione                                                                                                   | Note biografiche |
| ----------------- | -------------------------------------------- | ----------------- | --- | --- |
| 15 settembre 2022 | Piazza Gorizia 16 45°45′51.39″N 8°33′27.91″E |                   | QUI ABITAVA IRMA FINZI IN CANTONI MAMIANI NATA 1873 ARRESTATA 15.9.1943 DEPORTATA ASSASSINATA               | Irma Finzi (Milano, 17 giugno 1873 - ???, 15 settembre 1943), figlia di Vittorio e Rachele Castelfranco, coniugata con il conte Tullio Cantoni Mamiani Della Rovere, madre di Victor Cantoni Mamiani. Arrestata col figlio a Arona (Novara). Non è sopravvissuta alla Shoah. |
| 15 settembre 2022 | Piazza Gorizia 16 45°45′51.39″N 8°33′27.91″E |                   | QUI ABITAVA VICTOR CANTONI MAMIANI DELLA ROVERE NATO 1899 ARRESTATO 15.9.1943 DEPORTATO ASSASSINATO         | Victor Cantoni Mamiani (Milano, 19 dicembre 1899 - ???, 15 settembre 1943), Vittorio Angelo Cantoni Mamiani Della Rovere, nobile, figlio di Tullio e Irma Finzi, coniugato con Rosy Gattico. Arrestato con la mdre a Arona (Novara). Non è sopravvissuto alla Shoah. Quel 15 settembre il conte Cantoni Mamiani e sua madre furono prelevati da Villa Cantoni dal comando della Panzer-Division Waffen SS – LSSAH "Leibstandarte Adolf Hitler" - Guardia del Corpo Adolf Hitler -, era in casa anche la moglie, mentre la figlia Camilla, quattro anni, era a casa dei nonni a Maggiora. La moglie e la figlia, non essendo ebree, furono risparmiate, mentre Victor e la madre furono probabilmente trucidati nei giorni seguenti, come è accaduto alle vittime dell'Hotel Meina di Meina e a molte altre vittime di paesi sul Lago. La tomba di famiglia ad Arona porta i loro nomi ma è vuota. |
| 16 settembre 2024 | Via San Carlo, 2 ingresso Municipio          |                   | IN ARONA ERA RIFUGIATO GIACOMO ELIA MODIANO NATO 1908 ARRESTATO 15.9.1943 DEPORTATO ASSASSINATO             | Giacomo Elia Modiano (Bruxelles, 28 novembre 1908 - Lago Maggiore, 16 settembre 1943), figlio di Elia e Rebecca Pessah, fratello di Carlo Elia e Grazia Modiano, coniugato con Mary Bardavid. Non è sopravvissuto alla Shoah. |
| 16 settembre 2024 | Via San Carlo, 2 ingresso Municipio          |                   | IN ARONA ERA RIFUGIATA MARY BARDAVID MODIANO NATA 1921 ARRESTATA 15.9.1943 DEPORTATA ASSASSINATA            | Mary Bardavid Modiano (Smirne, 15 maggio 1921 - Lago Maggiore, 16 settembre 1943), figlia di Alessandro Behor e Violetta Pontremoli, coniugata con Giacomo Elia Modiano. Non è sopravvissuta alla Shoah. |
| 16 settembre 2024 | Via San Carlo, 2 ingresso Municipio          |                   | IN ARONA ERA RIFUGIATO CARLO ELIA MODIANO NATO 1911 ARRESTATO 15.9.1943 DEPORTATO ASSASSINATO               | Carlo Elia Modiano (Torino, 19 giugno 1911 - Lago Maggiore, 16 settembre 1943), figlio di Elia e Rebecca Pessah, fratello di Giacomo Elia e Grazia Modiano. Non è sopravvissuto alla Shoah. |
| 16 settembre 2024 | Via San Carlo, 2 ingresso Municipio          |                   | IN ARONA ERA RIFUGIATA GRAZIA MODIANO NATA 1917 ARRESTATA 15.9.1943 DEPORTATA ASSASSINATA                   | Grazia Modiano (Milano, 26 gennaio 1917 - Lago Maggiore, 16 settembre 1943), figlia di Elia e Rebecca Pessah, sorella di Giacomo Elia e Carlo Elia Modiano. Non è sopravvissuta alla Shoah. |
| 16 settembre 2024 | Via San Carlo, 2 ingresso Municipio          |                   | IN ARONA ABITAVA MARGHERITA COEN PENCO NATA 1908 ARRESTATA 15.9.1943 DEPORTATA ASSASSINATA                  | Margherita Coen Penco (Ferrara, 20 novembre 1886 - Lago Maggiore, 16 settembre 1943), figlia di Eugenio e Linda Jesi, coniugata con Adolfo Penco. Non è sopravvissuta alla Shoah. |
| 16 settembre 2024 | Via San Carlo, 2 ingresso Municipio          |                   | IN ARONA ERA RIFUGIATA CLARA KLEINBERGER RAKOSI MODIANO NATA 1908 ARRESTATA 15.9.1943 DEPORTATA ASSASSINATA | Clara Kleinberger Rakosi (Ungheria, ??? 1908 - Lago Maggiore, 16 settembre 1943), coniugata con Roberto Rakosi, genitore di Tiberio Alexander Rakosi. Non è sopravvissuta alla Shoah. |
| 16 settembre 2024 | Via San Carlo, 2 ingresso Municipio          |                   | IN ARONA ERA RIFUGIATO TIBERIO ALEXANDER RAKOSI NATO 1921 ARRESTATO 15.9.1943 DEPORTATO ASSASSINATO         | Tiberio Alexander Rakosi (Ungheria, ??? 1921 - Lago Maggiore, 16 settembre 1943), figlio di Roberto e Clara Kleinberger . Non è sopravvissuto alla Shoah. |

### Meina
Il comune di Meina accoglie ufficialmente n. 16 pietre d'inciampo intitolate a singole persone, oltre ad 1 pietra d'inciampo a ricordo dell'eccidio del Lago Maggiore.
| Pietra d'inciampo | Pietra d'inciampo                                                | Pietra d'inciampo                                                   | Pietra d'inciampo | Note biografiche |
| Data di posa      | Luogo di posa                                                    | Stolpersteine                                                       | Incisione | Note biografiche |
| ----------------- | ---------------------------------------------------------------- | ------------------------------------------------------------------- | --- | --- |
| 30 agosto 2015    | Imbarcadero di Meina, Via Sempione,47 45°47′20.86″N 8°32′27.38″E |                                                                     | HOTEL MEINA QUI ERANO RIFUGIATI 22 EBREI SEGNALATI AI SOLDATI TEDESCHI DELLE SS ARRESTATI 15.9.1943 IL 22-23 SETTEMBRE 1943 16 FURONO ASSASSINATI | La strage del Lago Maggiore si svolse tra il 15 settembre e l'11 ottobre 1943 per mano dei soldati del Primo Battaglione SS del secondo Reggimento della Divisione Corazzata Leinbstandarte Adolf Hitler, proveniente da Verona. In quell'azione vennero uccisi 54 ebrei: 16 a Meina, 14 a Baveno, 9 ad Arona, 4 a Stresa, 3 a Mergozzo, 2 a Orta San Giulio, 2 a Pian Nava, 4 a Intra. Il 15 settembre 1943 le SS irruppero all'Hotel Meina dove presero prigionieri un gruppo di ebrei greci, in tutto 15 persone, insieme a questi, il barista ebreo dell'hotel, Vitale Cori. La notte del 22 settembre furono uccisi ad uno ad uno con un colpo alla nuca. I corpi furono gettati nella notte stessa nelle acque del Lago Maggiore. |
| 30 agosto 2015    | Imbarcadero di Meina, Via Sempione,47 45°47′20.86″N 8°32′27.38″E |                                                                     | ESTER BOTTON NATA 1891 SALONICCO – GREECE | Marco Mosseri - (Salonicco, 16 luglio 1888 - Meina, 22 settembre 1943), la moglie Ester Botton - (Salonicco, 23 marzo 1891 - Meina, 22 settembre 1943), il figlio Giacomo Renato Mosseri - (Salonicco, 2 ottobre 1920 - Meina, 22 settembre 1943) e la nuora Odette Uziel - (Salonicco, 1 luglio 1924 - Meina, 22 settembre 1943), sono arrestati il 15.9.1943 ed assassinati la settimana successiva. |
| 30 agosto 2015    | Imbarcadero di Meina, Via Sempione,47 45°47′20.86″N 8°32′27.38″E | MARCO MOSSERI NATO 1888 SALONICCO – GREECE rowspan=""\|             | | Marco Mosseri - (Salonicco, 16 luglio 1888 - Meina, 22 settembre 1943), la moglie Ester Botton - (Salonicco, 23 marzo 1891 - Meina, 22 settembre 1943), il figlio Giacomo Renato Mosseri - (Salonicco, 2 ottobre 1920 - Meina, 22 settembre 1943) e la nuora Odette Uziel - (Salonicco, 1 luglio 1924 - Meina, 22 settembre 1943), sono arrestati il 15.9.1943 ed assassinati la settimana successiva. |
| 30 agosto 2015    | Imbarcadero di Meina, Via Sempione,47 45°47′20.86″N 8°32′27.38″E | GIACOMO RENATO MOSSERI NATO 1920 SALONICCO – GREECE rowspan=""\|    | | Marco Mosseri - (Salonicco, 16 luglio 1888 - Meina, 22 settembre 1943), la moglie Ester Botton - (Salonicco, 23 marzo 1891 - Meina, 22 settembre 1943), il figlio Giacomo Renato Mosseri - (Salonicco, 2 ottobre 1920 - Meina, 22 settembre 1943) e la nuora Odette Uziel - (Salonicco, 1 luglio 1924 - Meina, 22 settembre 1943), sono arrestati il 15.9.1943 ed assassinati la settimana successiva. |
| 30 agosto 2015    | Imbarcadero di Meina, Via Sempione,47 45°47′20.86″N 8°32′27.38″E | ODETTE UZIEL NATA 1924 SALONICCO – GREECE rowspan=""\|              | | Marco Mosseri - (Salonicco, 16 luglio 1888 - Meina, 22 settembre 1943), la moglie Ester Botton - (Salonicco, 23 marzo 1891 - Meina, 22 settembre 1943), il figlio Giacomo Renato Mosseri - (Salonicco, 2 ottobre 1920 - Meina, 22 settembre 1943) e la nuora Odette Uziel - (Salonicco, 1 luglio 1924 - Meina, 22 settembre 1943), sono arrestati il 15.9.1943 ed assassinati la settimana successiva. |
| 30 agosto 2015    | Imbarcadero di Meina, Via Sempione,47 45°47′20.86″N 8°32′27.38″E |                                                                     | DINO FERNANDEZ DIAZ NATO 1867 SALONICCO – GREECE                                                                                                  | Dino Fernandez Diaz - (Salonicco, 9 agosto 1867 - Meina, 22 settembre 1943), il figlio Pierre Fernandez Diaz - (Salonicco, 14 settembre 1897 - Meina, 22 settembre 1943), la nuora Liliana Scialom - (Salonicco, 26 giugno 1907 - Meina, 22 settembre 1943), ed i tre nipoti Blanchette Fernandez Diaz - (Salonicco, 5 luglio 1931 - Meina, 22 settembre 1943), Robert Fernandez Diaz - (Salonicco, 8 gennaio 1930 - Meina, 22 settembre 1943), Jean Fernandez Diaz - (Salonicco, 20 febbraio 1926 - Meina, 22 settembre 1943), sono arrestati il 15.9.1943 ed assassinati la settimana successiva. |
| 30 agosto 2015    | Imbarcadero di Meina, Via Sempione,47 45°47′20.86″N 8°32′27.38″E | PIERRE FERNANDEZ DIAZ NATO 1897 SALONICCO – GREECE rowspan=""\|     | | Dino Fernandez Diaz - (Salonicco, 9 agosto 1867 - Meina, 22 settembre 1943), il figlio Pierre Fernandez Diaz - (Salonicco, 14 settembre 1897 - Meina, 22 settembre 1943), la nuora Liliana Scialom - (Salonicco, 26 giugno 1907 - Meina, 22 settembre 1943), ed i tre nipoti Blanchette Fernandez Diaz - (Salonicco, 5 luglio 1931 - Meina, 22 settembre 1943), Robert Fernandez Diaz - (Salonicco, 8 gennaio 1930 - Meina, 22 settembre 1943), Jean Fernandez Diaz - (Salonicco, 20 febbraio 1926 - Meina, 22 settembre 1943), sono arrestati il 15.9.1943 ed assassinati la settimana successiva. |
| 30 agosto 2015    | Imbarcadero di Meina, Via Sempione,47 45°47′20.86″N 8°32′27.38″E | LILIANA SCIALOM NATA 1907 SALONICCO – GREECE rowspan=""\|           | | Dino Fernandez Diaz - (Salonicco, 9 agosto 1867 - Meina, 22 settembre 1943), il figlio Pierre Fernandez Diaz - (Salonicco, 14 settembre 1897 - Meina, 22 settembre 1943), la nuora Liliana Scialom - (Salonicco, 26 giugno 1907 - Meina, 22 settembre 1943), ed i tre nipoti Blanchette Fernandez Diaz - (Salonicco, 5 luglio 1931 - Meina, 22 settembre 1943), Robert Fernandez Diaz - (Salonicco, 8 gennaio 1930 - Meina, 22 settembre 1943), Jean Fernandez Diaz - (Salonicco, 20 febbraio 1926 - Meina, 22 settembre 1943), sono arrestati il 15.9.1943 ed assassinati la settimana successiva. |
| 30 agosto 2015    | Imbarcadero di Meina, Via Sempione,47 45°47′20.86″N 8°32′27.38″E | BLANCHETTE FERNANDEZ DIAZ NATA 1931 SALONICCO – GREECE rowspan=""\| | | Dino Fernandez Diaz - (Salonicco, 9 agosto 1867 - Meina, 22 settembre 1943), il figlio Pierre Fernandez Diaz - (Salonicco, 14 settembre 1897 - Meina, 22 settembre 1943), la nuora Liliana Scialom - (Salonicco, 26 giugno 1907 - Meina, 22 settembre 1943), ed i tre nipoti Blanchette Fernandez Diaz - (Salonicco, 5 luglio 1931 - Meina, 22 settembre 1943), Robert Fernandez Diaz - (Salonicco, 8 gennaio 1930 - Meina, 22 settembre 1943), Jean Fernandez Diaz - (Salonicco, 20 febbraio 1926 - Meina, 22 settembre 1943), sono arrestati il 15.9.1943 ed assassinati la settimana successiva. |
| 30 agosto 2015    | Imbarcadero di Meina, Via Sempione,47 45°47′20.86″N 8°32′27.38″E | ROBERT FERNANDEZ DIAZ NATO 1930 SALONICCO – GREECE rowspan=""\|     | | Dino Fernandez Diaz - (Salonicco, 9 agosto 1867 - Meina, 22 settembre 1943), il figlio Pierre Fernandez Diaz - (Salonicco, 14 settembre 1897 - Meina, 22 settembre 1943), la nuora Liliana Scialom - (Salonicco, 26 giugno 1907 - Meina, 22 settembre 1943), ed i tre nipoti Blanchette Fernandez Diaz - (Salonicco, 5 luglio 1931 - Meina, 22 settembre 1943), Robert Fernandez Diaz - (Salonicco, 8 gennaio 1930 - Meina, 22 settembre 1943), Jean Fernandez Diaz - (Salonicco, 20 febbraio 1926 - Meina, 22 settembre 1943), sono arrestati il 15.9.1943 ed assassinati la settimana successiva. |
| 30 agosto 2015    | Imbarcadero di Meina, Via Sempione,47 45°47′20.86″N 8°32′27.38″E | JEAN FERNANDEZ DIAZ NATO 1926 SALONICCO – GREECE rowspan=""\|       | | Dino Fernandez Diaz - (Salonicco, 9 agosto 1867 - Meina, 22 settembre 1943), il figlio Pierre Fernandez Diaz - (Salonicco, 14 settembre 1897 - Meina, 22 settembre 1943), la nuora Liliana Scialom - (Salonicco, 26 giugno 1907 - Meina, 22 settembre 1943), ed i tre nipoti Blanchette Fernandez Diaz - (Salonicco, 5 luglio 1931 - Meina, 22 settembre 1943), Robert Fernandez Diaz - (Salonicco, 8 gennaio 1930 - Meina, 22 settembre 1943), Jean Fernandez Diaz - (Salonicco, 20 febbraio 1926 - Meina, 22 settembre 1943), sono arrestati il 15.9.1943 ed assassinati la settimana successiva. |
| 30 agosto 2015    | Imbarcadero di Meina, Via Sempione,47 45°47′20.86″N 8°32′27.38″E |                                                                     | RAOUL TORRES NATO 1895 SALONICCO – GREECE | Raoul Torres - (Salonicco, 2 marzo 1895 - Meina, 22 settembre 1943) e la moglie Valerie Nahoum - (Salonicco, 27 marzo 1894 - Meina, 22 settembre 1943), sono arrestati il 15.9.1943 ed assassinati la settimana successiva. |
| 30 agosto 2015    | Imbarcadero di Meina, Via Sempione,47 45°47′20.86″N 8°32′27.38″E | VALERIE NAHOUM NATA 1894 SALONICCO – GREECE rowspan=""\|            | | Raoul Torres - (Salonicco, 2 marzo 1895 - Meina, 22 settembre 1943) e la moglie Valerie Nahoum - (Salonicco, 27 marzo 1894 - Meina, 22 settembre 1943), sono arrestati il 15.9.1943 ed assassinati la settimana successiva. |
| 30 agosto 2015    | Imbarcadero di Meina, Via Sempione,47 45°47′20.86″N 8°32′27.38″E |                                                                     | DANIELE MODIANO NATO 1892 SALONICCO – GREECE | Daniele Modiano - (Salonicco, 25 aprile 1892 - Meina, 22 settembre 1943), è arrestato il 15.9.1943 ed assassinato la settimana successiva. |
| 30 agosto 2015    | Imbarcadero di Meina, Via Sempione,47 45°47′20.86″N 8°32′27.38″E |                                                                     | LOTTE FROELICH NATA 1904 OPPELN – GERMANIA | Lotte Froehlich Mazzucchelli - (Oppeln, 1 ottobre 1904 - Meina, 22 settembre 1943), moglie dell'avvocato milanese Mario Mazzucchelli, sembra fosse casualmente quel giorno in visita dal proprietario dell'hotel Meina. È arrestata, perché ebrea, il 15.9.1943 ed assassinata la settimana successiva. |
| 30 agosto 2015    | Imbarcadero di Meina, Via Sempione,47 45°47′20.86″N 8°32′27.38″E |                                                                     | VITALE CORI NATO 1917 MILANO – ITALIA | Vitale Cori - (Milano, 21 giugno 1917 - Meina, 22 settembre 1943). Barista all'hotel Meina. Ebreo, è arrestato il 15.9.1943 ed assassinato la settimana successiva. |
| 30 agosto 2015    | Imbarcadero di Meina, Via Sempione,47 45°47′20.86″N 8°32′27.38″E |                                                                     | VITTORIO HAIM POMPAS NATO 1912 SMIRNE – TURCHIA                                                                                                   | Vittorio Haim Pompas - (Smirne, 12 aprile 1912 - Meina, 22 settembre 1943). Dipendente di Alberto Behar, proprietario dell'hotel Meina, è arrestato il 15.9.1943 ed assassinato la settimana successiva. |

### Novara
A Novara si trovano due pietre d'inciampo, entrambe poste il 23 gennaio 2022.
| Pietra d'inciampo | Pietra d'inciampo                                          | Pietra d'inciampo | Pietra d'inciampo                                                                            | Note biografiche |
| Data di posa      | Luogo di posa                                              | Stolpersteine     | Incisione                                                                                    | Note biografiche |
| ----------------- | ---------------------------------------------------------- | ----------------- | -------------------------------------------------------------------------------------------- | --- |
| 23 gennaio 2022   | Piazza Santa Caterina da Siena, 1 45°26′54.5″N 8°37′03.5″E |                   | QUI ABITAVA GIACOMO DIENA NATO 1887 ARRESTATO 19.9.1943 DEPORTATO AUSCHWITZ ASSASSINATO 1943 | Giacomo Diena (Torino, 5 agosto 1887- Auschwitz, ???), ebreo, ragioniere, impiegato di banca, figlio di Saul e Marietta Jona , nipote di Amadio Jona. In quanto volontario nella Grande Guerra con onorificenza al valore e per tale condizione rientrato nel provvedimento di "discriminazione" che mitigava in parte le restrizioni a carico degli ebrei previste dalle leggi razziali fasciste del 1938, ritenendosi tutelato, ignora gli avvertimenti sui rastrellamenti in atto ad opera delle SS occupanti alla proclamazione dell'armistizio dell'8 settembre 1943. Confuse le notizie successive all'arresto riguardanti Giacomo e lo zio: in alcuni documenti dati entrambi per fucilati il giorno stesso dell'arresto a Novare, altri forse più attendibili li danno entrambi presumibilmente deportati nel Reich, ma nulla è definitivo. |
| 23 gennaio 2022   | Piazza Santa Caterina da Siena, 1 45°26′54.5″N 8°37′03.5″E |                   | QUI ABITAVA AMADIO JONA NATO 1864 ARRESTATO 19.9.1943 DEPORTATO AUSCHWITZ ASSASSINATO 1943   | Amadio Jona (Asti, 3 ottobre 1864- Auschwitz, ???), ebreo, figlio di Gabriele Jona, con il nipote Giacomo Diena è vittima del rastrellamento tedesco che interessa la provincia di Novara nel settembre 1943. Confuse le notizie successive all'arresto riguardanti Amadio ed il nipote Giacomo: in alcuni documenti dati entrambi per fucilati il giorno stesso dell'arresto a Novare, altri forse più attendibili li danno entrambi presumibilmente deportati nel Reich, ma nulla è definitivo. |

### Orta San Giulio
A Orta San Giulio sono presenti due pietre d'inciampo.
| Pietra d'inciampo | Pietra d'inciampo                        | Pietra d'inciampo | Pietra d'inciampo                                                                      | Note biografiche |
| Data di posa      | Luogo di posa                            | Stolpersteine     | Incisione                                                                              | Note biografiche |
| ----------------- | ---------------------------------------- | ----------------- | -------------------------------------------------------------------------------------- | --- |
| 15 settembre 2023 | Via Olina, 50 45°47′58.15″N 8°24′20.57″E |                   | QUI ABITAVA DR. MARIO LEVI NATO 1881 ARRESTATO 15.9.1943 DEPORTATO DESTINO SCONOSCIUTO | Mario Levi (Bene Vagienna, 8 gennaio 1881 - ???, ???), di famiglia ebrea, figlio di Michele e Adele Sinigallia, coniugato con Emma Coen, genitore di Roberto Levi, zio di Primo Levi. Sfollato da Torino con la moglie, il figlio Roberto e la nuora, si rifugiano nella casa che affittavano da tempo per le vacanze ad Orta San Giulio. Nei giorni immediatamente seguenti l'armistizio dell'8 settembre 1943 le SS danno luogo a feroci rastrellamenti nella zona del Lago Maggiore con numerose vittime in quello che è noto come l'eccidio del Lago Maggiore. Nel pomeriggio del 15 settembre il Dr. Mario Levi ed il figlio Roberto sono arrestati dai tedeschi, nonostante gli avvisi dell'imminente, probalile arresto e il vivo suggerimento, non raccolto, di darsi alla fuga. Di loro non si saprà più nulla, probabilmente fucilati il giorno stesso dell'arresto come indicato da alcuni documenti, ma non vi sono certezze. |
| 15 settembre 2023 | Via Olina, 50 45°47′58.15″N 8°24′20.57″E |                   | QUI ABITAVA ROBERTO LEVI NATO 1920 ARRESTATO 15.9.1943 DEPORTATO DESTINO SCONOSCIUTO   | Roberto Levi (Torino, 17 aprile 1920 - ???, ???), figlio di Mario Levi e Emma Coen, coniugato con Elena Bachi, cugino di Primo Levi. Condivide il tragico destino del padre Mario. Benché avvisato dell'imminente arrivo delle SS e l'invito dello stesso Podestà a darsi alla fuga, rimane vittima del rastrellamento. |

## Città metropolitana di Torino

### Avigliana
Il comune di Avigliana accoglie ufficialmente 3 pietre d'inciampo intitolate a singole persone.
| Pietra d'inciampo | Pietra d'inciampo                             | Pietra d'inciampo | Pietra d'inciampo                                                                                         | Note biografiche |
| Data di posa      | Luogo di posa                                 | Stolpersteine     | Incisione                                                                                                 | Note biografiche |
| ----------------- | --------------------------------------------- | ----------------- | --- | --- |
| 17 gennaio 2017   | Corso Dora, 45 45°05′18.57″N 7°24′07.75″E     |                   | QUI ABITAVA MAURILIO BORELLO NATO 1925 ARRESTATO 26.6.1944 DEPORTATO GAGGENAU LIBERATO                    | Maurilio Borello - (Torino, 6 dicembre 1925 - Avigliana, 11 luglio 2016). Figlio di Achille e Carmelina Carnino. Operaio alla Fiat, come il padre, era esonerato dal servizio militare. Ciononostante, il 26.6.1944, con il padre, venne prelevato da militari tedeschi ed inviato in Germania comwe lavoratore coatto. È internato prima a Rotenfels, poi a Karlsruhe, lavorando alla Daimler-Benz. A fine 1944 è trasferito ea Tauberbischofsheim, dove venne liberato dagli alleati il 1.4.1945. Rientrato in Italia, morì ad Avigliana il 11.7.2016. |
| 17 gennaio 2017   | Via Moncenisio, 53 45°05′41.1″N 7°25′18.2″E   |                   | QUI ABITAVA GIUSEPPE BRUNO NATO 1923 ARRESTATO 9.9.1943 DEPORTATO MITTELBAU-DORA LIBERATO                 | Giuseppe Bruno - (Drubiaglio di Avigliana, 1 gennaio 1923 - Avigliana, 6 giugno 2006). Figlio di Gioacchino e Fiorina Magliana. Nel settembre del 1942 è arruolato come soldato di leva: il 4.3.1943 è inviato in Montenegro. Dopo l'8 settembre è catturato dai tedeschi ed inviato come I.M.I. in Germania. È internato a Buchenwald e successivamente a Dora-Mittelbau. Liberato nel marzo 1945, riuscì a rientrare ad Avigliana a settembre 1945. Operaio alla Fiat di Ferriera. Morì il 6.6.2006                                                    |
| 17 gennaio 2017   | Via San Pietro, 26 45°04′34.31″N 7°23′48.41″E |                   | QUI ABITAVA RENZO SURIANI NATO 1923 ARRESTATO 26.11.1943 DEPORTATO MAUTHAUSEN ASSASSINATO 30.4.1945 GUSEN | Renzo Suriani - (Avigliana, 26 marzo 1923 - Gusen, 30 aprile 1945). Figlio di Felice e Carlotta Norese. Partecipa alla Resistenza in val Sangone fin dall'autunno del 1943, aderendo alla banda capeggiata da Eugenio Fassino e poi alla 41ª brigata Garibaldi “Carlo Carli”. Arrestato a fine novembre 1944 durante un rastrellamento nazifascista in val Sangone. Carcerato a Torino, è deportato a Bolzano e quindi l'11.1.1945 a Mauthausen, matr. 115732. Trasferito a Gusen, vi muore a fine aprile 1945.                                          |

### Castellamonte
A Castellamonte sono presenti tre pietre d'inciampo, tutte posate il 25 aprile 2022.

### Chivasso
A Chivasso sono presenti due pietre d'inciampo, posate tra il 2021 e il 2022.

### Coazze
Il comune di Coazze accoglie ufficialmente 1 pietra d'inciampo intitolata a singole persone.
| Pietra d'inciampo | Pietra d'inciampo                                | Pietra d'inciampo | Pietra d'inciampo                                                                                    | Note biografiche |
| Data di posa      | Luogo di posa                                    | Stolpersteine     | Incisione                                                                                            | Note biografiche |
| ----------------- | ------------------------------------------------ | ----------------- | --- | --- |
| 17 gennaio 2018   | Piazza della Vittoria 45°03′05.86″N 7°18′12.65″E |                   | QUI ABITAVA ENRICO VALOBRA NATO 1894 ARRESTATO 23.10.1943 DEPORTATO MAUTHAUSEN ASSASSINATO 22.3.1945 | Enrico Valobra - (Torino, 4 dicembre 1894 - Mauthausen, 22 marzo 1945). Figlio di Cesare e Maddalena Cartier. Famiglia era di religione ebraica; nel 1923 sposa Germana Ostorero, da cui ebbe tre figli: Sergio (1923), Marco (1927) e Piero (1933). Imprenditore, dopo le leggi razziali deve abbandonare l'attività e si trasferisce a Coazze. Dopo l'8 settembre è tra i primi finanziatori della Resistenza Partigiana in Val Sangone. Arrestato il 23.10.1943 a seguito di delazione. Carcerato a Torino, deportato a Bolzano e da qui il 5.8.1944 a Mauthausen. |

### Collegno
Il comune di Collegno accoglie ufficialmente 2 pietre d'inciampo intitolate a singole persone.
| Pietra d'inciampo | Pietra d'inciampo                                              | Pietra d'inciampo | Pietra d'inciampo                                                                                         | Note biografiche |
| Data di posa      | Luogo di posa                                                  | Stolpersteine     | Incisione                                                                                                 | Note biografiche |
| ----------------- | -------------------------------------------------------------- | ----------------- | --- | --- |
| 16 gennaio 2018   | Via Martiri XXX Aprile, 30 45°04′59.35″N 7°34′30.62″E          |                   | QUI ABITAVA MASSIMO DE BENEDETTI NATO 1911 ARRESTATO 11.6.1944 DEPORTATO AUSCHWITZ ASSASSINATO 31.10.1944 | Massimo De Benedetti - (Torino, 23 novembre 1911 - Auschwitz, 31 ottobre 1944). Figlio di Vittorio e Esterina De Benedetti. Arrestato a Torino è carcerato a Torino e a Milano. Deportato ad Auschwitz con il convoglio n. 14 del 2.8.1944, matr. B-5620.                         |
| 22 gennaio 2019   | Corso Francia, ang. Via Fabio Filzi 45°04′21.06″N 7°34′25.12″E |                   | QUI ABITAVA MICHELE ATTILIO DE LEON NATO 1890 ARRESTATO 24.3.1944 VENEZIA DEPORTATO AUSCHWITZ ASSASSINATO | Michele Attilio De Leon - (Torino, 10 ottobre 1890 - ????, ????). Figlio di Isacco De Leon e Michelina Ovazza. Coniugato con Margherita Segré, Arrestato e carcerato a Venezia. Deportato a Trieste, Risiera S.Saba e quindi ad Auschwitz. Morto in luogo ignoto, in data ignota. |

### Condove
Il comune di Condove accoglie ufficialmente 1 pietra d'inciampo intitolata a singole persone.
| Pietra d'inciampo | Pietra d'inciampo                        | Pietra d'inciampo | Pietra d'inciampo                                                                                               | Note biografiche |
| Data di posa      | Luogo di posa                            | Stolpersteine     | Incisione | Note biografiche |
| ----------------- | ---------------------------------------- | ----------------- | --- | --- |
| 17 gennaio 2018   | Vicolo Isonzo 45°04′59.35″N 7°34′30.62″E |                   | QUI ABITAVA MARIO BOCCO NATO 1919 ARRESTATO 22.12.1943 DEPORTATO 21.3.1944 MAUTHAUSEN MORTO 24.6.1945 REICHENAU | Mario Bocco - (Condove, 17 gennaio 1919 - Reichenau, 24 giugno 1945). Figlio di Oreste Bocco. Diplomato geometra. Subito dopo l'8 settembre entra nella Resistenza: dal 15.9.1943 è comandante di distretto nella 17ª Brigata Garibaldi “F. Cima”, operante in bassa Val Susa. Arrestato a Torino. Deportato a Mauthausen il 21.2.1944, matr. 53365. Trasferito a Gusen il 19.3.1955 e ricoverato al Revier il 3.1.1945. Liberato a maggio 1945, è ricoverato a Reichenau dove muore il 24.6.1945. È sepolto nella fossa 4 della parte nord-occidentale del cimitero di Reichenau. |

### Ivrea
La città di Ivrea accoglie ufficialmente 3 pietre d'inciampo intitolate a singole persone.
| Pietra d'inciampo | Pietra d'inciampo                                  | Pietra d'inciampo                                                                                             | Pietra d'inciampo                                                                              | Note biografiche |
| Data di posa      | Luogo di posa                                      | Stolpersteine                                                                                                 | Incisione                                                                                      | Note biografiche |
| ----------------- | -------------------------------------------------- | --- | ---------------------------------------------------------------------------------------------- | --- |
| 17 gennaio 2018   | Via Quattro Martiri, 24 45°28′01.61″N 7°52′27.86″E | | QUI ABITAVA DAVIDE FOÀ NATO 1869 ARRESTATO 31.3.1944 DEPORTATO AUSCHWITZ ASSASSINATO 23.5.1944 | Davide Foà - (Ivrea, 13 marzo 1869 - Auschwitz, 23 maggio 1944), Giuseppe Foà - (Savigliano (CN), 29 dicembre 1866 - Auschwitz, 23 maggio 1944), Perla Foà - (Ivrea (TO), 16 novembre 1872 - Auschwitz, 23 maggio 1944). Figli di Moise e Bella Giuditta Jona. Arrestati a Ivrea il 31.3.1944 e carcerati a Torino, poi deportati a Fossoli. Con il convoglio 14 da Fossoli, il 16 maggio 1944 sono deportati ad Auschwitz. Nessuno di loro supera la selezione e vengono assassinati lo stesso giorno dell'arrivo. |
| 17 gennaio 2018   | Via Quattro Martiri, 24 45°28′01.61″N 7°52′27.86″E | QUI ABITAVA GIUSEPPE FOÀ NATO 1866 ARRESTATO 31.3.1944 DEPORTATO AUSCHWITZ ASSASSINATO 23.5.1944 rowspan=""\| |                                                                                                | Davide Foà - (Ivrea, 13 marzo 1869 - Auschwitz, 23 maggio 1944), Giuseppe Foà - (Savigliano (CN), 29 dicembre 1866 - Auschwitz, 23 maggio 1944), Perla Foà - (Ivrea (TO), 16 novembre 1872 - Auschwitz, 23 maggio 1944). Figli di Moise e Bella Giuditta Jona. Arrestati a Ivrea il 31.3.1944 e carcerati a Torino, poi deportati a Fossoli. Con il convoglio 14 da Fossoli, il 16 maggio 1944 sono deportati ad Auschwitz. Nessuno di loro supera la selezione e vengono assassinati lo stesso giorno dell'arrivo. |
| 17 gennaio 2018   | Via Quattro Martiri, 24 45°28′01.61″N 7°52′27.86″E | QUI ABITAVA PERLA FOÀ NATA 1873 ARRESTATA 31.3.1944 DEPORTATA AUSCHWITZ ASSASSINATA 23.5.1944 rowspan=""\|    |                                                                                                | Davide Foà - (Ivrea, 13 marzo 1869 - Auschwitz, 23 maggio 1944), Giuseppe Foà - (Savigliano (CN), 29 dicembre 1866 - Auschwitz, 23 maggio 1944), Perla Foà - (Ivrea (TO), 16 novembre 1872 - Auschwitz, 23 maggio 1944). Figli di Moise e Bella Giuditta Jona. Arrestati a Ivrea il 31.3.1944 e carcerati a Torino, poi deportati a Fossoli. Con il convoglio 14 da Fossoli, il 16 maggio 1944 sono deportati ad Auschwitz. Nessuno di loro supera la selezione e vengono assassinati lo stesso giorno dell'arrivo. |

### Lanzo Torinese
Il comune di Lanzo Torinese accoglie ufficialmente 1 pietra d'inciampo intitolata a singole persone
| Pietra d'inciampo | Pietra d'inciampo                            | Pietra d'inciampo | Pietra d'inciampo                                                                                                 | Note biografiche |
| Data di posa      | Luogo di posa                                | Stolpersteine     | Incisione | Note biografiche |
| ----------------- | -------------------------------------------- | ----------------- | --- | --- |
| 17 gennaio 2018   | via Umberto I, 56 45°16′27.07″N 7°28′26.79″E |                   | IN VIA UMBERTO I 56 ABITAVA MOISE POGGETTO NATO 1875 ARRESTATO 28.4.1944 DEPORTATO AUSCHWITZ ASSASSINATO 6.8.1944 | Moise Poggetto - (Olten, 24 maggio 1875 - Auschwitz, 26 agosto 1944). Figlio di Emilio e Enrichetta Rebecca Foà. Coniugato con Natalina Margherita Rolando, hanno due figlie, Angiolina ed Ines. Moise Poggetto è venditore ambulante a Lanzo Torinese. Dopo l'8 settembre partecipa alla Resistenza nella 19ª Brig. Garibaldi. Arrestato il 28.4.1944, è carcerato a Torino, poi deportato a Fossoli. A fine luglio 1944 il campo di Fossoli è smantellato: Moise Poggetto con il convoglio 14 è deportato ad Auschwitz, dove arriva il 6 agosto. Non supera la selezione e viene assassinato lo stesso giorno dell'arrivo. |

### Moncalieri
Il comune di Moncalieri accoglie ufficialmente 2 pietre d'inciampo intitolate a singole persone.
| Pietra d'inciampo | Pietra d'inciampo                            | Pietra d'inciampo | Pietra d'inciampo                                                                                            | Note biografiche |
| Data di posa      | Luogo di posa                                | Stolpersteine     | Incisione | Note biografiche |
| ----------------- | -------------------------------------------- | ----------------- | --- | --- |
| 18 gennaio 2017   | Via Mirafiori, 15 45°00′29.06″N 7°39′21.66″E |                   | QUI ABITAVA RINALDO SATTANINO NATO 1926 ARRESTATO NOV. 1944 DEPORTATO MAUTHAUSEN ASSASSINATO 19.4.1945 GUSEN | Rinaldo Sattanino -(Moncalieri, 6 febbraio 1926 - Mauthausen, 19 aprile 1945). Figlio di Giuseppe. Appena diciottenne, nel giugno del 1944 entra nella IX Divisione di Giustizia e Libertà, Brigata "Tamietti". È arrestato alla fine dell'estate e carcerato a Torino. Trasferito al campo di transito di Bolzano da lì il 8.1.1945 è deportato a Mauthausen, matr. 115713. Pochi giorni dopo è trasferito a Gusen, dove muore il 19.4.1945.                                  |
| 16 gennaio 2018   | Via Mazzini, 12 45°00′28.68″N 7°39′34.28″E   |                   | QUI ABITAVA PIETRO BERTOGLIO NATO 1894 ARRESTATO 1944 DEPORTATO MAUTHAUSEN-GUSEN ASSASSINATO 12.3.1945 GUSEN | Pietro Bertoglio - (Savigliano, 29 giugno 1894 - Gusen, 12 marzo 1945). Coniugato con Maria Rivola, hanno due figli, Nina e Maggiorino. Medaglia di bronzo nella 1ª Guerra Mondiale: soldato matr. 1896, batteria 136, 61º gruppo artiglieria di montagna. Operaio alla Fiat Lingotto. Da sempre antifascista, il 4.3.1944 è arrestato: il successivo 11.3.1944 è già deportato a Mauthausen, matr. 56955. Dal 25.3.1944 al 6.6.1944 è ad Ebensee e poi dal 17.2.1945 a Gusen. |

### Nole
A Nole si trovano 3 pietre d'inciampo, tutte collocate il 21 maggio 2022.

### Orbassano
| Pietra d'inciampo | Pietra d'inciampo                                          | Pietra d'inciampo | Pietra d'inciampo                                                                               | Note biografiche |
| Data di posa      | Luogo di posa                                              | Stolpersteine     | Incisione                                                                                       | Note biografiche |
| ----------------- | ---------------------------------------------------------- | ----------------- | ----------------------------------------------------------------------------------------------- | --- |
| 27 gennaio 2023   | Via Monti, 19 angolo via Puccini 45°00′22.04″N 7°31′41.5″E |                   | QUI ABITAVA GIUSEPPE BERRUTO NATO 1927 ARRESTATO 21.10.1944 DEPORTATO REICHENAU LIBERATO DACHAU | Giuseppe Berruto (Torino, 1927 - Orbassano, marzo 2004), diciassettenne è arrestato sul posto di lavoro a causa della sua attività antifascista e trasferito a Bolzano prima della deportazione nel Reich con destinazione campo di Reichenau. Fugge ma è subito ripreso e trasferito in un campo di punizione nei pressi di Dusseldorf, quindi al lavoro coatto in Turingia a cui segue la fortezza di Ingolstadt ed infine il 19 aprile del 1945 Dachau, dove è liberato dalle truppe americane. Rientrato in patria il 1º giugno 1945 è testimone attivo della sua esperienza. Sarà consigliere comunale e assessore, per un decennio, dal '75 all'85 a Orbassano e Bruino. |

### Pinerolo
Il comune di Pinerolo accoglie 1 pietra d'inciampo collocata il 16 gennaio 2018.
| Pietra d'inciampo | Pietra d'inciampo                        | Pietra d'inciampo | Pietra d'inciampo                                                                                                  | Note biografiche |
| Data di posa      | Luogo di posa                            | Stolpersteine     | Incisione | Note biografiche |
| ----------------- | ---------------------------------------- | ----------------- | --- | --- |
| 16 gennaio 2018   | Via Palestro 8 44°52′59.7″N 7°19′56.44″E |                   | QUI ABITAVA LUIGI CESARE GROSSO-CAMPANA NATO 1888 ARRESTATO 20.9.1943 INTERNATO DEBLIN-IRENA ASSASSINATO 11.2.1944 | Luigi Cesare Grosso-Campana- (Frossasco, 1888 - Deblin Irena, 11 febbraio 1944). Nasce in una famiglia di antiche tradizioni locali. Avvocato, dal 1933 ha lo studio a Pinerolo in V. Palestro 8. Nel 1941 viene inviato come Giudice al Tribunale Militare di Corfù, ove rimane fino all’8 settembre. Rifiuta di collaborare con i tedeschi: fatto prigioniero, è deportato come I.M.I nel campo di internamento di Deblin-Weichsel Irena, in Polonia, dove muore il 11.2.1944. |

### Roure
| Pietra d'inciampo | Pietra d'inciampo                             | Pietra d'inciampo | Pietra d'inciampo                                                                           | Note biografiche |
| Data di posa      | Luogo di posa                                 | Stolpersteine     | Incisione                                                                                   | Note biografiche |
| ----------------- | --------------------------------------------- | ----------------- | ------------------------------------------------------------------------------------------- | --- |
| 25 gennaio 2025   | Frazione Balma, 35 45°00′03.23″N 7°08′03.48″E |                   | QUI ABITAVA UGO BARRAL NATO 1920 ARRESTATO 16.9.1943 DEPORTATO STABLACK LIBERATO BRANDEBURG | Ugo Barral (???, 1920 - ???, ???), alpino appartenente al 3º Reggimento, catturato dai tedeschi, deportato nel Terzo Reich con lo stato di IMI come lavoratore coatto nello Stalag IA Stablack. Liberato. |

### Settimo Torinese
A Settimo Torinese si trovano due pietre d'inciampo, posate il 27 gennaio 2022.
| Pietra d'inciampo | Pietra d'inciampo                                                                  | Pietra d'inciampo | Pietra d'inciampo                                                                            | Note biografiche |
| Data di posa      | Luogo di posa                                                                      | Stolpersteine     | Incisione                                                                                    | Note biografiche |
| ----------------- | ---------------------------------------------------------------------------------- | ----------------- | -------------------------------------------------------------------------------------------- | --- |
| 27 gennaio 2022   | Via Schiapparelli, 2 marciapiede a sinistra ingresso Olon 45°08′25.6″N 7°46′09.8″E |                   | QUI LAVORAVA CARLO MAZZI NATO 1899 DEPORTATO 1944 MAUTHAUSEN ASSASSINATO 1.12.1944 GUSEN     | Carlo Mazzi (Trieste, 20 aprile 1899 - Gusen, 1 dicembre 1944), origine triestina, cognome originario Strauss italianizzato Mazzi per le disposizioni fasciste dell'epoca, coniugato con Lucia Lenarduzzi, due figlie. Chimico di professione, lavora alla "Farmaceutici Italia" di via Schiapparelli, oggi "OLON s.p.a.", dove è membro attivo della cellula antifascista della fabbrica. Per tale attività e in conseguenza della sua partecipazione agli scioperi del marzo 1944 è arrestato insieme a Domenico Rossato e altri tre lavoratori, che riuscirono poi a fuggire salvandosi dalla deportazione nel Reich che toccò invece a Carlo e Domenico. Destinati entrambi a Mauthausen, classificati "Pol" – (Politisch). Carlo Muore a Gusen, il 1º dicembre 1944. |
| 27 gennaio 2022   | Via Cesare Battisti, 2 45°08′15.2″N 7°46′15.4″E                                    |                   | QUI ABITAVA DOMENICO ROSSATO NATO 1905 DEPORTATO 1944 MAUTHAUSEN ASSASSINATO 16.5.1944 GUSEN | Domenico Rossato (Nervesa, 20 gennaio 1905 - Gusen, 16 maggio 1944), trasferitosi a Settimo Torinese, è operaio presso le acciaierie Cravetto, coniugato, quattro figli. Componente della cellula antifascista costituitosi presso la Farmaceutici Italia, è catturato da militi della RSI nella trattoria «Corona d’Italia», insieme a Carlo Mazzi e altri tre compagni che riussciranno poi a fuggire salvandosi dalla deportazione nel Reich che toccò invece a Domenico e Carlo. Destinati entrambi a Mauthausen, classificati "Pol" – (Politisch). Domenico muore a Gusen, il 16 maggio 1944. |

### Torino
La città di Torino accoglie ufficialmente 159 pietre d'inciampo.

### Torre Pelice
| Pietra d'inciampo | Pietra d'inciampo                                                        | Pietra d'inciampo | Pietra d'inciampo                                                                                           | Note biografiche |
| Data di posa      | Luogo di posa                                                            | Stolpersteine     | Incisione                                                                                                   | Note biografiche |
| ----------------- | ------------------------------------------------------------------------ | ----------------- | --- | --- |
| 21 aprile 2023    | via Beckwith, 3 di fronte ex convitto valdese 44°49′13.73″N 7°13′07.43″E |                   | QUI ABITAVA JACOPO LOMBARDINI NATO 1892 ARRESTATO 24.3.1944 DEPORTATO 1944 MAUTHAUSEN ASSASSINATO 26.4.1945 | Jacopo Lombardini (Gragnana, 13 dicembre 1892 - Mauthausen, 26 aprile 1945), figlio di Francesco e Assunta Mussetti, famiglia di cavatori di marmo. Metodista, antifascista, maestro presso il Convitto Valdese, partigiano con il nome di battaglia “Professore”, figura di alta statura morale, educatore ed evangelizzatore instancabile, interprete coerente di fede evangelica ed impegno sociale fino all'estremo sacrificio. |

### Venaria Reale
A Venaria Reale sono posate cinque pietre d'inciampo.
| Pietra d'inciampo | Pietra d'inciampo                                    | Pietra d'inciampo | Pietra d'inciampo                                                                                  | Note biografiche |
| Data di posa      | Luogo di posa                                        | Stolpersteine     | Incisione                                                                                          | Note biografiche |
| ----------------- | ---------------------------------------------------- | ----------------- | -------------------------------------------------------------------------------------------------- | --- |
| 22 gennaio 2022   | Piazza dell'Annunziata, 6 45°08′02.92″N 7°37′42.64″E |                   | QUI ABITAVA CAMILLO GIRELLI NATO 1908 ARRESTATO 15.10.1943 DEPORTATO 1944 BUCHENWALD ASSASSINATO   | Camillo Girelli (Predore, 7 agosto 1908 - Buchenwald, 2 marzo 1945), impiegato come lavoratore coatto presso lo stabilimento Friddrich Krupp presso Essen. Muore il 2 marzo 1945 come certificato dal Kapo (4829) Naftil Keanchenaus.                                                                     |
| 22 gennaio 2022   | Via Lamarmora, 5 45°08′00.64″N 7°37′37.85″E          |                   | QUI ABITAVA ANTONIO GILIBERTI NATO 1917 ARRESTATO 19.10.1943 DEPORTATO 1944 MAUTHAUSEN ASSASSINATO | Antonio Giliberti (Galatina, 1 marzo 1917 - Mauthausen, 26 aprile 1945) |
| 22 gennaio 2022   | Viale Buridani, 26 45°08′00.64″N 7°37′37.93″E        |                   | QUI ABITAVA LEONARDO BECCARO NATO 1921 ARRESTATO 7.7.1944 DEPORTATO 1945 BUCHENWALD ASSASSINATO    | Leonardo Beccaro (???, 27 aprile 1921 - Buchenwald, 13 febbraio 1945) |
| 22 gennaio 2022   | Via Pavesio, 27 45°07′58.21″N 7°37′38.79″E           |                   | QUI ABITAVA OSCAR BELLUCO NATO 1904 ARRESTATO 15.9.1944 DEPORTATO 1944 MAUTHAUSEN ASSASSINATO      | Oscar Belluco (Pernumia, 14 febbraio 1904 - Mauthausen, 23 marzo 1945), comunista, operaio nello stabilimento Fiat Ferriere. |
| 27 gennaio 2022   | Via Rolle, 14 45°07′57.58″N 7°37′48.28″E             |                   | QUI ABITAVA MARIO MACRÌ NATO 1917 ARRESTATO 19.10.1943 DEPORTATO 1944 DACHAU ASSASSINATO           | Mario Macrì (Valsaviore, 18 agosto 1917 - Dachau, 25 giugno 1944), emigrato a Venaria, è arrestato il 19 ottobre 1943 mentre lavora come bigliettaio sul trenino che collegava Venaria a Torino. Deportato nel Reich, classificato "Pol" – (Politisch), internato a Dachau, dove muore il 25 giugno 1944. |

### Vinovo
| Pietra d'inciampo | Pietra d'inciampo                         | Pietra d'inciampo | Pietra d'inciampo | Note biografiche |
| Data di posa      | Luogo di posa                             | Stolpersteine     | Incisione | Note biografiche |
| ----------------- | ----------------------------------------- | ----------------- | --- | --- |
| 28 gennaio 2022   | Via Altina, 20 44°57′03.52″N 7°38′16.29″E |                   | QUI ABITAVA GIOVANNI SIBONA NATO 1925 ARRESTATO 8.12.1943 DEPORTATO MAUTHAUSEN ASSASSINATO 30.9.1944 SCHLOSS HARTHEIM | Giovanni Sibona (Vinovo, 21 settembre 1925 - Castello di Hartheim, 30 settembre 1944), arrestato a Torino, insieme al compagno Alessio Carrè, in un bar di via Saluzzo, per probabile delazione, con l'accusa di operare per arruolare patrioti per le formazioni partigiane di montagna, sono entrambi deportati nel Reich il 12 gennaio 1944. Giovanni è internato a Mauthausen, matricola 42304, classificato "Pol" – (Politisch). Trasferito nel sottocampo di Schlier Redl-Zipf, quindi Ebensee ed infine nel Castello di Hartheim, dove muore il30 settembre 1944. Il compagno di lotta e deportazione Alessio Carrè sopravvive al Lager e fa rientro a Vinovo nell'aprile del 1945. |

## Provincia del Verbano-Cusio-Ossola

### Baveno
Il comune di Baveno ospita 14 pietre d'inciampo in memoria delle vittime della razzia del settembre 1943.
| Pietra d'inciampo | Pietra d'inciampo                                                            | Pietra d'inciampo | Pietra d'inciampo                                                         | Note biografiche |
| Data di posa      | Luogo di posa                                                                | Stolpersteine     | Incisione                                                                 | Note biografiche |
| ----------------- | ---------------------------------------------------------------------------- | ----------------- | ------------------------------------------------------------------------- | --- |
| 2 febbraio 2024   | Viale della Vittoria, 56 presso la Rosa dei Venti 45°54′16.14″N 8°30′24.89″E |                   | EMIL SERMAN NATO 1881 ARRESTATO 14.9.1943 ASSASSINATO 15.9.1943           | Emil Serman (Vienna, 29 aprile 1881 - Lago Maggiore, 15 settembre 1943), coniuge di Maria Mueller. Non è sopravvissuto alla Shoah                                                                                                 |
| 2 febbraio 2024   | Viale della Vittoria, 56 presso la Rosa dei Venti 45°54′16.14″N 8°30′24.89″E |                   | MARIA MULLER NATA 1901 ARRESTATA 14.9.1943 ASSASSINATA 22.9.1943          | Maria Mueller (Varsavia, ??? 1901 - Lago Maggiore, 22 settembre 1943), figlia di Giulia Werner, sorella di Stefania Mueller, coniuge di Emil Serman. Non è sopravvissuta alla Shoah                                               |
| 2 febbraio 2024   | Viale della Vittoria, 56 presso la Rosa dei Venti 45°54′16.14″N 8°30′24.89″E |                   | STEFANIA MULLER NATA 1902 ARRESTATA 14.9.1943 ASSASSINATA 22.9.1943       | Stefania Mueller (Varsavia, ??? 1902 - Lago Maggiore, 22 settembre 1943), figlia di Giulia Werner, sorella di Maria Mueller. Non è sopravvissuta alla Shoah                                                                       |
| 2 febbraio 2024   | Viale della Vittoria, 56 presso la Rosa dei Venti 45°54′16.14″N 8°30′24.89″E |                   | GIULIA WERNER NATA 1866 ARRESTATA 14.9.1943 ASSASSINATA 22.9.1943         | Giulia Werner (Varsavia, ??? 1866 - Lago Maggiore, 22 settembre 1943), genitore di Maria e Stefania Mueller.Non è sopravvissuta alla Shoah                                                                                        |
| 2 febbraio 2024   | Viale della Vittoria, 56 presso la Rosa dei Venti 45°54′16.14″N 8°30′24.89″E |                   | SOFIA CZOLOSINSKA NATA 1904 ARRESTATA 14.9.1943 ASSASSINATA 22.9.1943     | Sofia Czolosinska (Varsavia, ??? 1904 - Lago Maggiore, 22 settembre 1943). Non è sopravvissuta alla Shoah |
| 2 febbraio 2024   | Viale della Vittoria, 56 presso la Rosa dei Venti 45°54′16.14″N 8°30′24.89″E |                   | MARIO LUZZATTO NATO 1890 ARRESTATO 15.9.1943 ASSASSINATO 21.9.1943        | Mario Luzzatto (Milano, 01 giugno 1890 - Lago Maggiore, 21 settembre 1943), figlio di Silvio Samuele e Elisa Morpurgo, coniugato con Bice Ginesi, genitore di Maria Grazia e Silvia Luzzatto. Non è sopravvissuto alla Shoah      |
| 2 febbraio 2024   | Viale della Vittoria, 56 presso la Rosa dei Venti 45°54′16.14″N 8°30′24.89″E |                   | BICE GINESI NATA 1898 ARRESTATA 15.9.1943 ASSASSINATA 21.9.1943           | Bice Ginesi (Lugo di Romagna, 14 luglio 1898 - Lago Maggiore, 21 settembre 1943), figlia di Ferdinando e Ebe Castelfranchi, coniuge di Mario Luzzatto, genitore di Maria Grazia e Silvia Luzzatto. Non è sopravvissuta alla Shoah |
| 2 febbraio 2024   | Viale della Vittoria, 56 presso la Rosa dei Venti 45°54′16.14″N 8°30′24.89″E |                   | MARIA GRAZIA LUZZATTO NATA 1925 ARRESTATA 15.9.1943 ASSASSINATA 21.9.1943 | Maria Grazia Luzzatto (Milano, 01 agosto 1925 - Lago Maggiore, 21 settembre 1943), figlia di Mario e Bice Ginesi, sorella di Silvia Luzzatto. Non è sopravvissuta alla Shoah                                                      |
| 2 febbraio 2024   | Viale della Vittoria, 56 presso la Rosa dei Venti 45°54′16.14″N 8°30′24.89″E |                   | SILVIA LUZZATTO NATA 1923 ARRESTATA 15.9.1943 ASSASSINATA 21.9.1943       | Silvia Luzzatto (Milano, 30 gennaio 1923 - Lago Maggiore, 21 settembre 1943), figlia di Mario e Bice Ginesi, sorella di Silvia Luzzatto. Non è sopravvissuta alla Shoah                                                           |
| 2 febbraio 2024   | Viale della Vittoria, 56 presso la Rosa dei Venti 45°54′16.14″N 8°30′24.89″E |                   | OLGA GINESI NATA 1894 ARRESTATA 15.9.1943 ASSASSINATA 21.9.1943           | Olga Ginesi (Lugo di Romagna, 15 dicembre 1894 - Lago Maggiore, 21 settembre 1943), figlia di Ferdinando e Ebe Castelfranchi, coniugata con Gino Bonfiglioli, sorella di Bice Ginesi. Non è sopravvissuta alla Shoah              |
| 2 febbraio 2024   | Viale della Vittoria, 56 presso la Rosa dei Venti 45°54′16.14″N 8°30′24.89″E |                   | FANNY JETTE ENGEL NATA 1872 ARRESTATA 14.9.1943 ASSASSINATA 15.9.1943     | Fanny Jette Engel (Katowice, 30 dicembre 1872 - Lago Maggiore, 15 settembre 1943), figlia di Gehiel e Esther Goldfinger, coniugata con Isacco Berger. Non è sopravvissuta alla Shoah                                              |
| 2 febbraio 2024   | Viale della Vittoria, 56 presso la Rosa dei Venti 45°54′16.14″N 8°30′24.89″E |                   | EMMA BARON NATA 1882 ARRESTATA E ASSASSINATA 22.9.1943                    | Emma Baron (Daugavpils, 22 agosto 1882 - Lago Maggiore, 22 settembre 1943), figlia di Alberto e Berta Bach, coniugata con Joseph Wofsi. Non è sopravvissuta alla Shoah                                                            |
| 2 febbraio 2024   | Viale della Vittoria, 56 presso la Rosa dei Venti 45°54′16.14″N 8°30′24.89″E |                   | JOSEPH WOFSI NATO 1872 ARRESTATO 15.9.1943 ASSASSINATO 17.9.1943          | Joseph Wofsi (Daugavpils, 17 novembre 1872 - Lago Maggiore, 17 settembre 1943), Non è sopravvissuto alla Shoah |
| 2 febbraio 2024   | Viale della Vittoria, 56 presso la Rosa dei Venti 45°54′16.14″N 8°30′24.89″E |                   | CARLA CAROGLIO NATA 1918 ARRESTATA E ASSASSINATA 15.9.1943                | Carla Caroglio (Varese, 2 aprile 1918 - Lago Maggiore, 15 settembre 1943). Non è sopravvissuta alla Shoah |

### Stresa
Il comune di Stresa accoglie ufficialmente una sola pietra d'inciampo.
| Pietra d'inciampo | Pietra d'inciampo                                            | Pietra d'inciampo | Pietra d'inciampo                                                                                             | Note biografiche |
| Data di posa      | Luogo di posa                                                | Stolpersteine     | Incisione | Note biografiche |
| ----------------- | ------------------------------------------------------------ | ----------------- | --- | --- |
| 17 gennaio 2016   | Piazza Felice Possi - via privata 45°52′57.96″N 8°32′20.53″E |                   | QUI ABITAVA GIULIANO NICOLINI NATO 1913 I.M.I. CATTURATO 15.9.1943 WIETZENDORF ASSASSINATO 6.4.1945 UNTERLÜSS | Giuliano Nicolini - (Stresa, 25 marzo 1913 - Deblin Irena, 6 aprile 1945). Figlio di Giuseppe e Ida Angiola Mighetto. Perito agrario, lavora nell'azienda di famiglia. Tenente di fanteria di complemento, dislocato nei Balcani, dopo l'8 settembre rifiuta di cedere le armi ai tedeschi e di aderire alla R.S.I.: viene internato in Germania come I.M.I. a Deblin-Irena (fortezza di Ivangored), Wsuwe, Oberlangen, Sandbostel, Wietzendorf ed infine a Unterlüss,campo di concentramento per la «rieducazione al lavoro». È uno dei 44 eroi di Unterlüss e alla sua memoria è stata conferita la medaglia d'argento al Valor Militare. |

## Provincia di Vercelli

### Vercelli
A Vercelli sono posate sette pietre d'inciampo.
| Pietra d'inciampo | Pietra d'inciampo                                                     | Pietra d'inciampo | Pietra d'inciampo                                                                                    | Note biografiche |
| Data di posa      | Luogo di posa                                                         | Stolpersteine     | Incisione                                                                                            | Note biografiche |
| ----------------- | --------------------------------------------------------------------- | ----------------- | --- | --- |
| 27 gennaio 2023   | Via Emanuele Foà. 58 a lato della Sinagoga 45°19′33.11″N 8°25′32.09″E |                   | QUI ABITAVA FELICE JONA NATO 1878 ARRESTATO 11.5.1944 DEPORTATO AUSCHWITZ ASSASSINATO 30.6.1944      | Felice Jona (Vercelli, 20 aprile 1878 - Auschwitz, 30 giugno 1944), marito di Regina Segre, padre di Enrichetta Jona. Famiglia ebrea, sono arrestati l'11 maggio 1944 a Varallo. Internati dapprima nel campo allestito alla cascina Aravecchia di Vercelli, a cui segue la prigionia a Fossoli ed infine la deportazione nel Reich con destinazione Auschwitz giungendovi il 30 giugno 1944. A questa data viene fatta risalire la morte. |
| 27 gennaio 2023   | Via Emanuele Foà. 58 a lato della Sinagoga 45°19′33.11″N 8°25′32.09″E |                   | QUI ABITAVA REGINA JONA SEGRE NATA 1889 ARRESTATA 11.5.1944 DEPORTATA AUSCHWITZ ASSASSINATA          | Regina Jona Segre (Casale Monferrato, 13 luglio 1889 - Auschwitz, ???), ebrea, moglie di Felice Jona, madre di Enrichetta Jona, condivide il tragico destino dei famigliari: arrestati l'11 maggio 1944 a Varallo. Internati dapprima nel campo allestito alla cascina Aravecchia di Vercelli, a cui segue la prigionia a Fossoli ed infine la deportazione nel Reich con destinazione Auschwitz giungendovi il 30 giugno 1944. Ignota la data della sua morte. |
| 27 gennaio 2023   | Via Emanuele Foà. 58 a lato della Sinagoga 45°19′33.11″N 8°25′32.09″E |                   | QUI ABITAVA ENRICHETTA JONA NATA 1919 ARRESTATA 11.5.1944 DEPORTATA AUSCHWITZ MORTA 9.5.1945 TEREZIN | Enrichetta Jona (Vercelli, 9 ottobre 1919 - Terezin, 9 maggio 1945), ebrea, figlia di Felice Jona e Regina Segre, condivide il tragico destino dei famigliari: arrestati l'11 maggio 1944 a Varallo. Internati dapprima nel campo allestito alla cascina Aravecchia di Vercelli, a cui segue la prigionia a Fossoli ed infine la deportazione nel Reich con destinazione Auschwitz giungendovi il 30 giugno 1944. Muore nel campo di Terezin il 9 maggio 1945. |
| 27 gennaio 2023   | Via Monte di Pietà 45°19′40.42″N 8°25′18.65″E                         |                   | QUI ABITAVA GIUSEPPE LEBLIS NATO 1873 ARRESTATO 20.12.1943 DEPORTATO AUSCHWITZ ASSASSINATO 6.2.1944  | Giuseppe Leblis (Vercelli, 25 luglio 1873 - Auschwitz, 30 giugno 1944), figlio di Abramo e Fortunata Levi, ingegnere, insegnante, presidente della Comunità israelitica di Vercelli. Dopo l'armistizio dell'8 settembre 1943 si rifugia a Condove frazione di Mocchie. È arrestato il 20 dicembre 1943 e condotto in car,cere a prima a Torino, poi a San Vittore a Milano, infine deportato ad Auschwitz col convoglio n° 06 partito il 30 gennaio 1944 dal Binario 21 della Stazione Centrale di Milano, per giungervi il 6 febbraio 1944. Assassinato il giorno stesso dell'arrivo. |
| 9 novembre 2023   | Piazza Massimo D'Azeglio 45°19′33.93″N 8°25′29.81″E                   |                   | QUI ABITAVA ANNETTA JONA NATA 1881 ARRESTATA 29.7.1944 DEPORTATA AUSCHWITZ ASSASSINATA 28.10.1944    | Annetta Jona (Vercelli, 22 luglio 1881 - Auschwitz, 28 ottobre 1944), figlia di Simone e Enrichetta Sacerdote. Arrestata a Torino, dal carcere cittadino è trasferita a Bolzano da dove, il 24 ottobre 1944 è deportata nel Reich con destinazione Auschwitz. Assassinata al suo arrivo al campo, 28 ottobre 1944. |
| 9 novembre 2023   | Via Morosone, 19 45°19′31.46″N 8°25′28.15″E                           |                   | QUI ABITAVA DELIA SEGRE MARONI NATA 1891 ARRESTATA 27.9.1943 DEPORTATA 1943 AUSCHWITZ ASSASSINATA    | Delia Segre Maroni (Genova, 10 dicembre 1891 - Auschwitz, 29 febbraio 1944), figlia di Giuseppe e Sofia Bella Giuditta Amar, è arrestata nel settembre del 1943 a Vercelli, ospite dei parenti Segre al piano superiore dell’ex Asilo Levi in via Morosone. Condotta in carcere a Torino, quindi San Vittore a Milano da dove, il 6 dicembre è deportata nel Reich col primo dei tanti, che seguiranno, Treni della morte con destinazione Auschwitz. Assassinata il 29 febbraio 1944.                                                                                                 |
| 9 novembre 2023   | Via Morosone, 19 45°19′31.46″N 8°25′28.15″E                           |                   | QUI ABITAVA ADELE CARMI NATA 1877 ARRESTATA 1943 DEPORTATA AUSCHWITZ ASSASSINATA 6.2.1944            | Adele Carmi (Vercelli, 29 settembre 1877 - Auschwitz, 6 febbraio 1944), figlia di Giuseppe e Guidina Foà, è arrestata nel dicembre 1943 a Vercelli. Rinchiusa prima nel campo di concentramento dell’Aravecchia a Vercelli ed in seguito a Milano, dal cui Binario 21 della Stazione Centrale è deportata ad Auschwitz. Assassinata il giorno stesso dell'arrivo al campo, 6 febbraio 1944. |